# KBS 드라마게임
《KBS 드라마게임》(KBS Drama Game)은 KBS 2TV에서 1984년 4월 6일부터 1997년 3월 2일까지 방송된 단막극 형식의 드라마 시리즈 작품이다.

## 방송 일정
| 방송 채널 | 방송 기간                                                | 방송 시간                                                |                                                          |                                                          |                                                          |                                                          |                                                          |                                                          |                                                          |                                                          |                                                          |
| KBS 2TV   |                                                          |                                                          |                                                          |                                                          |                                                          |                                                          |                                                          |                                                          |                                                          |                                                          |                                                          |
| KBS 2TV   | 드라마 + 시청자 의견 (1984년 4월 13일 ~ 1987년 2월 27일) | 드라마 + 시청자 의견 (1984년 4월 13일 ~ 1987년 2월 27일) | 드라마 + 시청자 의견 (1984년 4월 13일 ~ 1987년 2월 27일) | 드라마 + 시청자 의견 (1984년 4월 13일 ~ 1987년 2월 27일) | 드라마 + 시청자 의견 (1984년 4월 13일 ~ 1987년 2월 27일) | 드라마 + 시청자 의견 (1984년 4월 13일 ~ 1987년 2월 27일) | 드라마 + 시청자 의견 (1984년 4월 13일 ~ 1987년 2월 27일) | 드라마 + 시청자 의견 (1984년 4월 13일 ~ 1987년 2월 27일) | 드라마 + 시청자 의견 (1984년 4월 13일 ~ 1987년 2월 27일) | 드라마 + 시청자 의견 (1984년 4월 13일 ~ 1987년 2월 27일) | 드라마 + 시청자 의견 (1984년 4월 13일 ~ 1987년 2월 27일) |
| --------- | -------------------------------------------------------- | -------------------------------------------------------- | -------------------------------------------------------- | -------------------------------------------------------- | -------------------------------------------------------- | -------------------------------------------------------- | -------------------------------------------------------- | -------------------------------------------------------- | -------------------------------------------------------- | -------------------------------------------------------- | -------------------------------------------------------- |
| KBS 2TV   | 1984년 4월 6일 ~ 1986년 5월 23일                         | 매주 금요일 밤 10:10 ~ 11:55                             |                                                          |                                                          |                                                          |                                                          |                                                          |                                                          |                                                          |                                                          |                                                          |
| KBS 2TV   | 1986년 5월 30일 ~ 1986년 10월 31일                       | 매주 금요일 밤 10:05 ~ 12:00                             |                                                          |                                                          |                                                          |                                                          |                                                          |                                                          |                                                          |                                                          |                                                          |
| KBS 2TV   | 1986년 11월 7일 ~ 1987년 2월 27일                        | 매주 금요일 밤 10:00 ~ 11:45                             |                                                          |                                                          |                                                          |                                                          |                                                          |                                                          |                                                          |                                                          |                                                          |
| KBS 2TV   | 드라마 + 시청자 토론 (1987년 3월 6일 ~ 1989년 10월 6일)  |                                                          |                                                          |                                                          |                                                          |                                                          |                                                          |                                                          |                                                          |                                                          |                                                          |
| KBS 2TV   | 1987년 3월 6일 ~ 1987년 5월 8일                          | 매주 금요일 밤 10:00 ~ 11:55                             |                                                          |                                                          |                                                          |                                                          |                                                          |                                                          |                                                          |                                                          |                                                          |
| KBS 2TV   | 1987년 5월 15일                                          | 금요일 밤 10:10 ~ 12:00                                  |                                                          |                                                          |                                                          |                                                          |                                                          |                                                          |                                                          |                                                          |                                                          |
| KBS 2TV   | 1987년 5월 22일 ~ 1987년 10월 9일                        | 매주 금요일 밤 10:05 ~ 12:00                             |                                                          |                                                          |                                                          |                                                          |                                                          |                                                          |                                                          |                                                          |                                                          |
| KBS 2TV   | 1987년 10월 16일 ~ 1988년 4월 29일                       | 매주 금요일 밤 10:00 ~ 12:00                             |                                                          |                                                          |                                                          |                                                          |                                                          |                                                          |                                                          |                                                          |                                                          |
| KBS 2TV   | 1988년 5월 6일 ~ 1989년 10월 6일                         | 매주 금요일 밤 9:50 ~ 11:50                              |                                                          |                                                          |                                                          |                                                          |                                                          |                                                          |                                                          |                                                          |                                                          |
| KBS 2TV   | 드라마 (1989년 10월 13일 ~ 1997년 3월 2일)               |                                                          |                                                          |                                                          |                                                          |                                                          |                                                          |                                                          |                                                          |                                                          |                                                          |
| KBS 2TV   | 1989년 10월 13일 ~ 1990년 4월 6일                        | 매주 금요일 밤 9:25 ~ 10:45                              |                                                          |                                                          |                                                          |                                                          |                                                          |                                                          |                                                          |                                                          |                                                          |
| KBS 2TV   | 1990년 4월 13일                                          | 금요일 밤 9:20 ~ 10:30                                   |                                                          |                                                          |                                                          |                                                          |                                                          |                                                          |                                                          |                                                          |                                                          |
| KBS 2TV   | 1990년 5월 25일 ~ 1990년 10월 26일                       | 매주 금요일 밤 9:20 ~ 10:30                              |                                                          |                                                          |                                                          |                                                          |                                                          |                                                          |                                                          |                                                          |                                                          |
| KBS 2TV   | 1990년 11월 2일 ~ 1991년 4월 26일                        | 매주 금요일 밤 9:25 ~ 10:35                              |                                                          |                                                          |                                                          |                                                          |                                                          |                                                          |                                                          |                                                          |                                                          |
| KBS 2TV   | 1991년 5월 3일 ~ 1991년 5월 17일                         | 매주 금요일 밤 9:35 ~ 10:45                              |                                                          |                                                          |                                                          |                                                          |                                                          |                                                          |                                                          |                                                          |                                                          |
| KBS 2TV   | 1991년 5월 24일 ~ 1991년 10월 4일                        | 매주 금요일 밤 9:40 ~ 10:45                              |                                                          |                                                          |                                                          |                                                          |                                                          |                                                          |                                                          |                                                          |                                                          |
| KBS 2TV   | 1991년 10월 11일 ~ 1992년 4월 3일                        | 매주 금요일 밤 9:55 ~ 10:50                              |                                                          |                                                          |                                                          |                                                          |                                                          |                                                          |                                                          |                                                          |                                                          |
| KBS 2TV   | 1992년 4월 12일 ~ 1992년 10월 4일                        | 매주 일요일 밤 9:45 ~ 10:55                              |                                                          |                                                          |                                                          |                                                          |                                                          |                                                          |                                                          |                                                          |                                                          |
| KBS 2TV   | 1992년 10월 11일 ~ 1993년 4월 25일                       | 매주 일요일 밤 9:45 ~ 10:50                              |                                                          |                                                          |                                                          |                                                          |                                                          |                                                          |                                                          |                                                          |                                                          |
| KBS 2TV   | 1993년 5월 2일 ~ 1993년 10월 17일                        | 매주 일요일 밤 9:50 ~ 11:00                              |                                                          |                                                          |                                                          |                                                          |                                                          |                                                          |                                                          |                                                          |                                                          |
| KBS 2TV   | 1993년 10월 24일 ~ 1994년 2월 20일                       | 매주 일요일 밤 9:50 ~ 10:55                              |                                                          |                                                          |                                                          |                                                          |                                                          |                                                          |                                                          |                                                          |                                                          |
| KBS 2TV   | 1994년 2월 27일 ~ 1994년 6월 12일                        | 매주 일요일 밤 10:05 ~ 11:15                             |                                                          |                                                          |                                                          |                                                          |                                                          |                                                          |                                                          |                                                          |                                                          |
| KBS 2TV   | 1994년 6월 19일 ~ 1994년 10월 9일                        | 매주 일요일 밤 10:10 ~ 11:15                             |                                                          |                                                          |                                                          |                                                          |                                                          |                                                          |                                                          |                                                          |                                                          |
| KBS 2TV   | 1994년 10월 16일                                         | 일요일 밤 9:50 ~ 11:00                                   |                                                          |                                                          |                                                          |                                                          |                                                          |                                                          |                                                          |                                                          |                                                          |
| KBS 2TV   | 1994년 10월 23일 ~ 1995년 11월 5일                       | 매주 일요일 밤 10:00 ~ 11:10                             |                                                          |                                                          |                                                          |                                                          |                                                          |                                                          |                                                          |                                                          |                                                          |
| KBS 2TV   | 1995년 11월 12일 ~ 1997년 3월 2일                        | 매주 일요일 밤 9:00 ~ 10:05                              |                                                          |                                                          |                                                          |                                                          |                                                          |                                                          |                                                          |                                                          |                                                          |

## 방영 목록

### 1980년대 전반

#### 1984년
| 회차                          | 방송일    | 제목            | 극본   | 연출   | 출연자 | 영상(풀버전) | 비고 |
| ----------------------------- | --------- | --------------- | ------ | ------ | --- | ------------ | ---- |
| 뒷이야기 (사연편지 형식) 신설 |           |                 |        |        | |              |      |
| 1화                           | 4월 6일   | 달리는 부부     | 박찬성 | 김수동 | |              |      |
| 2화                           | 4월 13일  | 아버지          | 정하연 | 김수동 | 이순재 여운계 김윤미 |              |      |
| 3화                           | 4월 20일  | 상처            | 오재호 | 최지민 | |              |      |
| 4화                           | 4월 27일  | 행복의 설계     | 박찬성 | 김수동 | |              |      |
| 5화                           | 5월 4일   | 어떤 이별       | 오재호 | 최지민 | |              |      |
| 6화                           | 5월 11일  | 아, 결혼        | 차범석 | 김수동 | |              |      |
| 7화                           | 5월 18일  | 아내의 외출     | 유열   | 이종수 | |              |      |
| 8화                           | 5월 25일  | 사랑하는 내딸아 | 오인대 | 이종수 | |              |      |
| 9화                           | 6월 1일   | 모계가족        | 정하연 | 김수동 | |              |      |
| 10화                          | 6월 8일   | 고백            | 박수복 | 김수동 | |              |      |
| 11화                          | 6월 15일  | 6개월 후        | 이금림 | 김수동 | |              |      |
| 12화                          | 6월 22일  | 흔들리는 나무   | 박찬성 | 한정희 | |              |      |
| 13화                          | 6월 29일  | 선택            | 조소혜 | 김수동 | |              |      |
| 14화                          | 7월 6일   | 퇴직금          | 박성조 | 한정희 | 박병호 태민영 이종만 장용 문창길 송창신 김진해                                                                                          |              |      |
| 15화                          | 7월 13일  | 가족            | 정하연 | 김수동 | 신구 권미혜 백일섭 연운경 이치우 김난영 강효실 김성겸 주현 이진숙 김종결 염복순 이춘식 김을동 이한수 김상훈 최호창 전유진 정태훈 최은희 |              |      |
| 16화                          | 7월 20일  | 뜨거운 목마     | 양근승 | 고성원 | 이순재 김창숙 김성원 김난영 남일우 이병철 이신재 김종결 반문섭 이미경 강영자 김헌식 우종윤 권병림 정정훈 이상택                         |              |      |
| 17화                          | 7월 27일  | 이웃집 여자     | 김정환 | 김수동 | |              |      |
| 18화                          | 8월 3일   | 감자먹는 사람들 | 박병우 | 김인경 | 김미숙 노주현 |              |      |
| 19화                          | 8월 10일  | 목석            | 박조열 | 김수동 | 신구 사미자 안옥희 문창길 김성근 김진호 김현주                                                                                          |              |      |
| 20화                          | 8월 17일  | 내가 가련다     | 남지연 | 김수동 | |              |      |
| 21화                          | 8월 24일  | 기도            | 박찬성 | 한정희 | 김창숙 김흥기 김소원 최명수 사미자 이상택 최창호                                                                                        |              |      |
| 22화                          | 8월 31일  | 새엄마          | 정하연 | 정병식 | 이효춘 박근형 정소미 김주호 한은진 강효실 백일섭 김진해 안영주 권미혜 이진숙 남주희                                                     |              |      |
| 23화                          | 9월 7일   | 동반            | 조소혜 | 김수동 | |              |      |
| 24화                          | 9월 14일  | 축복            | 박찬성 | 정병식 | |              |      |
| 25화                          | 9월 21일  | 멀고먼 남쪽바다 | 김준일 | 김수동 | |              |      |
| 26화                          | 9월 28일  | 바람불던 날     | 박성조 | 정병식 | |              |      |
| 27화                          | 10월 5일  | 소망            | 조소혜 | 김수동 | 사미자 김미숙 박근형 반효정 노주현 최승철                                                                                               |              |      |
| 28화                          | 10월 12일 | 별을 따는 사람  | 이은교 | 정병식 | |              |      |
| 29화                          | 10월 19일 | 행복            | 이은교 | 김수동 | |              |      |
| 30화                          | 10월 26일 | 관계            | 조소혜 | 김수동 | |              |      |
| 31화                          | 11월 2일  | 외출            | 김준일 | 김수동 | |              |      |
| 32화                          | 11월 9일  | 미혼의 뜰       | 조소혜 | 김수동 | 이덕희 서인석 김영철 이치우 사미자 송승환 김향숙 최란 이수연 황범식 최승철                                                              |              |      |
| 33화                          | 11월 16일 | 아빠의 연인     | 이은교 | 김수동 | 정영숙 |              |      |
| 34화                          | 11월 23일 | 첫눈            | 양근승 | 김수동 | 백일섭 권미혜 조옥희 김종결 이진숙 전원주 김보미 조남경 방숙례 윤덕용 최승철 권경하 이윤정                                              |              |      |
| 35화                          | 11월 30일 | 기나긴 하루     | 이은교 | 김재순 | |              |      |
| 36화                          | 12월 7일  | 세발 자전거     | 조소혜 | 김수동 | 정운용 황정아 이효춘 백준기 이치우 김소원 안영주 유가영 연운경 이승호 유순철 최승철 박연은 최정아 이상택                                |              |      |
| 37화                          | 12월 14일 | 출발            | 심영식 | 이정훈 | |              |      |
| 38화                          | 12월 21일 | 바람과의 약속   | 양근승 | 김수동 | |              |      |
| 39화                          | 12월 28일 | 날개            | 이은교 | 이정훈 | |              |      |

### 1980년대 후반

#### 1985년
| 회차 | 방송일    | 제목                    | 극본   | 연출   | 출연자 | 영상(풀버전) | 비고 |
| ---- | --------- | ----------------------- | ------ | ------ | --- | ------------ | ---- |
| 40화 | 1월 4일   | 그래서 봄               | 유호   | 김수동 | 김미숙 서인석 차화연 노주현 김성겸 사미자 이신재 예명숙                                                                       |              |      |
| 41화 | 1월 11일  | 겨울꽃                  |        | 이정훈 | |              |      |
| 42화 | 1월 18일  | 걸음마                  |        | 김수동 | |              |      |
| 43화 | 1월 25일  | 언제나 당신             | 이은교 | 이정훈 | |              |      |
| 44화 | 2월 1일   | 언약                    |        | 김수동 | 한혜숙 서인석 김미숙 강부자 연운경 한은진 안영주                                                                              |              |      |
| 45화 | 2월 8일   | 반지                    | 심영식 | 이정훈 | 정애란 백일섭 반효정 양재성 이효춘 안대용 조옥희 김진해 강효실 정해창 최선자 이병철 윤상미 장학수 이미경 이수연 최화정 안정훈 |              |      |
| 46화 | 2월 15일  | 재혼                    | 김정환 | 김수동 | |              |      |
| 47화 | 2월 22일  | 처제                    | 박구홍 | 이정훈 | |              |      |
| 48화 | 3월 1일   | 육교                    | 유호   | 김수동 | |              |      |
| 49화 | 3월 8일   | 아빠의 실종             |        | 이정훈 | |              |      |
| 50화 | 3월 15일  | 봄비                    | 양근승 | 김수동 | |              |      |
| 51화 | 3월 22일  | 부부                    | 이은교 | 이정훈 | |              |      |
| 52화 | 3월 29일  | 피어나는 종이 꽃        | 남지연 | 김수동 | 금보라 강석우 박병호 사미자 반효정 이일웅 염복순 김혜란 오중훈 봉수연 권경하 정인철 김명곤 강인태 황건일 김옥미 이효신 송경희 |              |      |
| 53화 | 4월 5일   | 한평의 지주             |        | 이정훈 | 김진해 오혜경 강부자 민욱 최명수 장학수                                                                                       |              |      |
| 54화 | 4월 12일  | 법원가는 길             | 김준일 | 김수동 | 김미숙 서인석 김순철 박근형 추송웅 박혜숙 장용 이주실 최승철 박현정 최창호 이영 장기용 김정환 김희윤 최재흠 최정실            |              |      |
| 55화 | 4월 19일  | 사랑의 화원             |        | 이정훈 | |              |      |
| 56화 | 4월 26일  | 둥지                    | 조소혜 | 김수동 | |              |      |
| 57화 | 5월 3일   | 넝쿨장미                | 심영식 | 이정훈 | |              |      |
| 58화 | 5월 10일  | 집을 나간 아버지        | 유호   | 김수동 | |              |      |
| 59화 | 5월 17일  | 좋은 남자               |        |        | 주현 김진해 안영주 반효정 이문환 김보미 김을동 정해창 박규식                                                                  |              |      |
| 60화 | 5월 24일  | 그토록 오랜 이별        | 이금림 | 김수동 | |              |      |
| 61화 | 5월 31일  | 그 즐겁고 흐뭇했던 하루 | 이은교 | 이정훈 | |              |      |
| 62화 | 6월 7일   | 왕자의 발               |        |        | |              |      |
| 63화 | 6월 14일  | 회신                    | 남지연 | 김수동 | |              |      |
| 64화 | 6월 21일  | 그 여름날의 평화        | 김준일 | 하강일 | |              |      |
| 65화 | 6월 28일  | 새점                    | 박조열 | 김수동 | 정애란 이효춘 김종결 남윤정 문창길 노영국 이한승 장희진 이한나 안광진 곽정희 공경구 최재흠 김혜민 장정희 장서희 최정화        |              |      |
| 66화 | 7월 5일   | 세 사람                 | 남지연 | 김수동 | 김자옥 서인석 정동환 사미자 강인기                                                                                            |              |      |
| 67화 | 7월 12일  | 후회                    | 조소혜 | 김수동 | 김민자 박근형 김미숙 이경표 백일섭 권미혜 양영준 이한수 장정희 박정우                                                         |              |      |
| 68화 | 7월 19일  | 마리아의 연인           | 양인자 | 하강일 | 왕영은 이효춘 유동근 |              |      |
| 69화 | 7월 26일  | 순정시대                | 김준일 | 하강일 | |              |      |
| 70화 | 8월 2일   | 서울 뻐꾸기             | 양근승 | 김수동 | 차화연 이영하 김순철 김소원 장미자 이진숙 지계순 김하림 최승철 박칠용 홍승일 방숙례 김혜민 최재흠 황준욱 김주호 이윤정        |              |      |
| 71화 | 8월 9일   | 다시 시작하는 노래      | 조소혜 | 김수동 | 정한용 김미숙 반효정 김희진 사미자 연운경 태민영 김현주 전원주 한경선 홍순석 김영선 김주호                                    |              |      |
| 72화 | 8월 16일  | 아버지와 어머니         | 김준일 | 하강일 | |              |      |
| 73화 | 8월 23일  | 버려진 언약             | 유호   | 김수동 | |              |      |
| 74화 | 8월 30일  | 표창장                  | 심영식 | 이정훈 | |              |      |
| 75화 | 9월 6일   | 숨어 있는 강            | 서영명 | 김수동 | 이효춘 장용 홍요섭 사미자 김진애 신종섭 정운용 황범식 기정수 최란 김희진 최승철 이두섭 홍순석 한정국 박은선 박정우 곽나현     |              |      |
| 76화 | 9월 13일  | 관계                    | 심영식 | 이정훈 | |              |      |
| 77화 | 9월 20일  | 소슬바람                | 양근승 | 김수동 | 태민영 정한용 이경표 차화연 신종섭 여운계 박혜숙                                                                              |              |      |
| 78화 | 9월 27일  | 싱싱한 낙엽             | 윤혁민 | 이정훈 | |              |      |
| 79화 | 10월 4일  | 인연의 비               | 서영명 | 김수동 | 김흥기 연운경 장용 박혜숙 강부자 김을동 박칠용 김진애 김희진 조태숙 신성문                                                    |              |      |
| 80화 | 10월 11일 | 월척                    | 윤혁민 | 이정훈 | 이신재 안영주 민욱 김보미 정해창 이구순 장학수 하대경 김봉근 양재성 이원종 곽경한 남성식 전병옥 고광우 김영선 김희령          |              |      |
| 81화 | 10월 18일 | 다 큰 나무              | 조소혜 | 김수동 | 홍요섭 차화연 김세윤 김민자 이낙훈 여운계 서우림 이한수 김희윤 김옥미 강은주                                                  |              |      |
| 82화 | 10월 25일 | 윤희의 가을             | 양근승 | 이정훈 | |              |      |
| 83화 | 11월 1일  | 망각의 새               | 서영명 | 김수동 | |              |      |
| 84화 | 11월 8일  | 돌아오는 강             | 조영훈 | 이정훈 | 김흥기 이효춘 |              |      |
| 85화 | 11월 15일 | 어제 불던 바람          | 조소혜 | 김수동 | 차화연 홍요섭 김영철 김순철 강부자 김창숙 김희진 이한수 김일란 장정희 이예자 이궁희 박은영                                    |              |      |
| 86화 | 11월 22일 | 소복                    | 윤혁민 | 이정훈 | 연규진 하미혜 김진해 여운계 이신재 박주아 이종만 곽정희 서영진 박준금 남성식 방숙례 이제신 안승훈 이종민                      |              |      |
| 87화 | 11월 29일 | 바람난 숙녀             | 김준일 | 김수동 | 조옥희 장용 백준기 최선자 허진 황범식 김일란 김보미 윤상미 손희남 안문숙 정인철 윤용덕                                        |              |      |
| 88화 | 12월 6일  | 딸과 의사               | 심영식 | 이정훈 | |              |      |
| 89화 | 12월 13일 | 축배                    | 양근승 | 김수동 | |              |      |
| 90화 | 12월 20일 | 따뜻한 겨울             | 이옥경 | 이정훈 | |              |      |
| 91화 | 12월 27일 | 낮달                    | 서영명 | 김수동 | 정영숙 장용 강부자 김진애 강효실 기정수 이승호 이한수 김창봉 신원균 안문숙 이효순 고아라 이희경 이상훈                        |              |      |

#### 1986년
| 회차  | 방송일    | 제목                 | 극본   | 연출   | 출연자 | 영상(풀버전) | 비고 |
| ----- | --------- | -------------------- | ------ | ------ | --- | ------------ | ---- |
| 92화  | 1월 3일   | 우리들의 상자        | 윤혁민 | 이정훈 | 김민자 주현 손창민 김현주 최선자 홍영자 송석호 박준금 김영선 윤효영 이인숙                                                                                       |              |      |
| 93화  | 1월 10일  | 황혼의 빛            | 양근승 | 김수동 | 사미자 김순철 정영숙 이미경 김병기 최정훈 이신재 김을동 |              |      |
| 94화  | 1월 17일  | 껍질 속의 땅콩 두 알 | 서영명 | 이정훈 | 이경표 태민영 연규진 김진해 여운계 신원균 오욱철 홍영자 장혜숙 백일섭 남윤정 반효정 안영주 조정국 유미림                                                         |              |      |
| 95화  | 1월 24일  | 당신의 황혼          | 김준일 | 김수동 | 지계순 백수련 사미자 박주아 남일우 서인석 신종섭 박혜숙 김봉근 허진 김종결 연운경 정운용 김일란 기정수 곽정희 이한수 이제신 임성원 안문숙 이예자 이잎새          |              |      |
| 96화  | 1월 31일  | 구석진 방            | 서영명 | 이정훈 | 오혜경 손창민 강부자 박주아 김진해 강효실 강민호 권미혜 김효원 윤상미 조재훈 황건일 최용욱 이영수 함원영 김향한 박경숙 박은선                                    |              |      |
| 97화  | 2월 7일   | 길                   | 서영명 | 이정훈 | 김영철 이경표 안문숙 이진숙 정해창 태현실 김기복 |              |      |
| 98화  | 2월 14일  | 노란 스카프의 추억   | 윤혁민 | 이정훈 | 한진희 유지인 윤상미 최정훈 안영주 백준기 박승규 김희진 최란 조태숙 김희윤 최건호 이인숙 이정원                                                                  |              |      |
| 99화  | 2월 21일  | 가깝고도 먼 사이     | 김하림 | 이정훈 | 정한용 이경표 이미경 박재주 |              |      |
| 100화 | 2월 28일  | 토끼 두 마리         | 서영명 | 이정훈 | 노주현 유지인 연규진 연운경 서상익 김선영 이계영 임영식 안승훈 이배국 김영선 김배옥 윤효영 유미림                                                                |              |      |
| 101화 | 3월 7일   | 정                   | 김동현 | 이정훈 | |              |      |
| 102화 | 3월 14일  | 사랑하는 사람들      | 김준일 | 이정훈 | |              |      |
| 103화 | 3월 21일  | 환절기               | 이금림 | 이진욱 | 유지인 백일섭 한진희 서우림 염복순 양영준 신종섭 임영식 박건식 최화정 정서임 이배국 이예자 이용진 고아라 이현실 이잎새                                           |              |      |
| 104화 | 3월 28일  | 아내는 요술쟁이      | 서영명 | 이정훈 | 민욱 김영애 강부자 김진해 최정훈 정해창 이종만 정운용 윤상미 윤효영 김경하 남성식 박재주 조재훈 오욱철 박연은 김배옥 김희령 윤혜진 이정림                        |              |      |
| 105화 | 4월 4일   | 끝없는 햇살          | 이경수 | 이진욱 | 이덕희 안대용 임성원 김희윤 안영주 서우림 |              |      |
| 106화 | 4월 11일  | 보물찾기             | 이옥경 | 이정훈 | 김영철 금보라 태민영 선우은숙 이종만 반효정 여운계 남성식 곽정희 윤용덕 조정국 예명숙 유미림                                                                     |              |      |
| 107화 | 4월 18일  | 어느날 갑자기        | 유열   | 이진욱 | |              |      |
| 108화 | 4월 25일  | 고슴도치 사랑        | 서영명 | 이정훈 | 백준기 염복순 김소원 허진 민욱 김혜숙 함원영 예명숙 강은주 |              |      |
| 109화 | 5월 2일   | 달 그림자            | 이경수 | 이진욱 | 김흥기 안옥희 송재호 탁원제 조은덕 |              |      |
| 110화 | 5월 9일   | 다시 오는 봄         | 이옥경 | 이정훈 | 신구 여운계 정운용 정재순 연운경 최화정 |              |      |
| 111화 | 5월 16일  | 당신의 부재          | 박리미 | 이진욱 | 노주현 김영애 이덕희 홍요섭 남일우 송석호 남윤정 방숙례 임영식 차두옥 안석훈 염선용 김일우 안정훈 박희정 김소연                                                  |              |      |
| 112화 | 5월 23일  | 빗물 만들기          | 양근승 | 이정훈 | 전인화 한진희 유동근 이순재 강부자 정재순 |              |      |
| 113화 | 5월 30일  | 교차로               | 박리미 | 이진욱 | 노주현 한혜숙 김자옥 서승현 안영주 이주실 박현정 임병기 박연은 신원균 고아라 정유경 김진경 이윤정 강승우 이잎새                                                  |              |      |
| 114화 | 6월 6일   | 흘러간 물            | 서영명 | 이정훈 | 선우은숙 김흥기 최란 황범식 이한나 김희윤 |              |      |
| 115화 | 6월 13일  | 이혼                 | 오재호 | 최지민 | 이순재 태현실 연규진 윤상미 여운계 김소원 서승현 이미경 유가영 강민호 김하림 노영화 홍영자 신수강 봉혜선 곽정희 이제신 안광진 박해상 김영배 고아라 강은주 이상택 |              |      |
| 116화 | 6월 20일  | 덫                   | 이금림 | 이진욱 | 이덕희 태민영 임혁 허진 박영목 장미자 김수연 |              |      |
| 117화 | 6월 27일  | 동행                 | 이상민 | 이정훈 | 신구 황정아 이경표 김현주 정한용 윤승원 이종만 |              |      |
| 118화 | 7월 4일   | 환생                 | 박성조 | 최지민 | 정동환 이한나 황정순 김소원 정해창 박혜숙 최명수 남일우 백수련 김희진 최용욱 오욱철 김주호 하희라 이정림                                                         |              |      |
| 119화 | 7월 11일  | 기도                 | 이옥경 | 이정훈 | 안해숙 연규진 이정웅 김교순 최화정 |              |      |
| 120화 | 7월 18일  | 그 눈으로 웃을 때    | 이기명 | 최지민 | 이순재 백현미 김진해 김창숙 |              |      |
| 121화 | 7월 25일  | 선녀의 옷            | 서영명 | 이정훈 | 민욱 염복순 이종만 태현실 한은진 곽정희 정운용 윤상미 홍영자 김혜숙 김경하 조재훈 윤용덕 이인숙 윤혜진 강은주 박은영 유재용 배은미                               |              |      |
| 122화 | 8월 1일   | 고독한 동반자        | 박리미 | 최지민 | 이순재 김민자 김기복 백현미 지계순 황준욱 탁원제 장희진 오욱철 홍유진 신원균 임택선 안광진 김범기 안석훈 장혜숙 전유진 조인표                                    |              |      |
| 123화 | 8월 8일   | 엄마의 의자          | 서영명 | 이정훈 | 이윤정 황정아 안해숙 남윤정 장용 임병기 |              |      |
| 124화 | 8월 15일  | 끝과 시작            | 윤혁민 | 최지민 | 정한용 강수연 김진해 이정웅 이신재 최길호 이현두 강만희 정재순 최란 윤초희 신소영 이화영 김혜경 차기환 윤지수 김희령                                             |              |      |
| 125화 | 8월 22일  | 모래성               | 이옥경 | 이정훈 | 최화정 한진희 남윤정 이미경 윤상미 남일우 |              |      |
| 126화 | 8월 29일  | 회로                 | 남지연 | 최지민 | |              |      |
| 127화 | 9월 5일   | 당신의 얼굴          | 이기명 | 이정훈 | |              |      |
| 128화 | 9월 12일  | 여름의 끝            | 이은교 | 맹만재 | |              |      |
| 129화 | 9월 19일  | 마지막 비            |        | 이정훈 | 신구 최화정 이경영 강영아 |              |      |
| 130화 | 9월 26일  | 선택                 | 박성조 | 최지민 | 연규진 윤미라 강부자 전원주 백일섭 백수련 원석연 곽정희 윤혜진 윤지수 강덕미 고아라 장덕수                                                                       |              |      |
| 131화 | 10월 3일  | 나는 고발한다        | 김준일 | 이정훈 | 한진희 김교순 신구 장용 이종만 여운계 이신재 김종결 백준기 김일란 차양희 박경숙 이용진 차두옥 조은덕 이제신 강은주 이정현 박은영                                 |              |      |
| 132화 | 10월 10일 | 그대의 눈동자        | 이유정 | 장형일 | 최선아 강석우 이순재 백수련 양영준 최선자 정인철 윤혜진 김해권 홍영자 전원주 봉혜선 신소영 정하완 김숙경                                                         |              |      |
| 133화 | 10월 17일 | 재회                 | 서영명 | 이정훈 | 한진희 김진옥 최란 홍유진 |              |      |
| 134화 | 10월 24일 | 외출에서 만난 사람   |        | 최지민 | |              |      |
| 135화 | 10월 31일 | 따뜻한 보석          |        | 이정훈 | |              |      |
| 136화 | 11월 7일  | 감나무 집 딸         | 김순지 | 맹만재 | 강수연 이낙훈 남윤정 박칠용 임혁주 박주아 이종만 최승철 신종섭 김상훈 강양례 남성식 박현정 이원종 이제신 신성문 정유경                                           |              |      |
| 137화 | 11월 14일 | 사랑의 뿌리          | 박리미 | 최지민 | 원석연 김수연 정애란 사미자 서상익 이인숙 한경선 |              |      |
| 138화 | 11월 21일 | 웨딩드레스           | 이상민 | 이정훈 | 백준기 최화정 신구 백수련 이종만 장미자 장용 조양자 이경영 김선영 김혜숙 김진란 박재주 강은주 신성문                                                             |              |      |
| 139화 | 11월 28일 | 학과 참새            | 김종달 | 최지민 | 최선아 임혁주 백윤식 남주희 이한나 김혜경 권미혜 김을동 조수연 이정욱 김광태 이윤정 김윤형 봉혜선 고희준                                                         |              |      |
| 140화 | 12월 5일  | 좁은 문              | 김준일 | 이정훈 | 김진해 김영철 정재순 최란 박경득 전병옥 권오현 |              |      |
| 141화 | 12월 12일 | 북소리               | 김종달 | 최지민 | 조명연 민대진 김소연 김흥기 정영숙 이종만 강부자 송종원 김혜숙 윤지수 이치우 사미자                                                                              |              |      |
| 142화 | 12월 19일 | 고독                 | 서영명 | 이정훈 | 여운계 연규진 이문희 안문숙 김기복 장미자 안동열 이대로 이수연 최창호 이배국 장정희 강덕미 지계순 강은주 정효진 신성문 이상택 김정국 고정일                      |              |      |
| 143화 | 12월 26일 | 어떤 출발            | 김혜정 | 최지민 | 태민영 이경표 신구 정영숙 권미혜 김을동 이춘식 최명수 한정국 예명숙 신소영 윤연순 이현정 김선덕 최재성 한명숙                                                    |              |      |

#### 1987년
| 회차                                 | 방송일    | 제목               | 극본   | 연출   | 출연자 | 영상(풀버전) | 비고 |
| ------------------------------------ | --------- | ------------------ | ------ | ------ | --- | ------------ | ---- |
| 144화                                | 1월 9일   | 마음               | 김동현 | 최지민 | 사미자 이순재 지계순 김관기 이덕희 |              |      |
| 145화                                | 1월 16일  | 겨울 여행          | 안양자 | 맹만재 | 오미희 임혁주 강부자 김을동 김현주 이원발 박양례 김기섭 서우림 박병호 정서임 노영화 정인철 박상만 홍승일 박현정 최헌철 강은주             |              |      |
| 146화                                | 1월 23일  | 형제 회의          | 박성조 | 최지민 | 정애란 이치우 이정웅 윤미라 김종결 정재순 송석호 김혜숙 원석연 최란 연규진 이경표 전원주 김진해 최명수 김봉근 장정희 김상락 송희남 신성문 |              |      |
| 147화                                | 1월 30일  | 오늘은 비          |        | 황은진 | 이덕희 강태기 신구 |              |      |
| 148화                                | 2월 6일   | 어떤 모정          | 정하연 | 정병식 | 연운경 양재성 정운용 장미자 문오장 홍영자 장희진 유가영 곽정희 이인숙 조형숙 정효진 윤용덕 이예자 고정일                                  |              |      |
| 149화                                | 2월 13일  | 아들의 연인        | 안양자 | 맹만재 | 김영애 백윤식 오미희 여운계 |              |      |
| 150화                                | 2월 20일  | 칼날과 칼자루      | 이관우 | 이유황 | 백준기 최화정 김흥기 박원숙 이종만 사미자 안영주 하대경 김진해 이정원 박승규 김배옥 이예자 신성문                                         |              |      |
| 151화                                | 2월 27일  | 이별 그 후         | 조소혜 | 황은진 | |              |      |
| 뒷이야기 (사연편지 형식) 폐지        |           |                    |        |        | |              |      |
| 뒷이야기 (토크쇼 & 인터뷰 형식) 신설 |           |                    |        |        | |              |      |
| 152화                                | 3월 6일   | 가족수첩           | 김혜정 | 정병식 | 전인화 태민영 백일섭 이진숙 김세윤 김혜숙 장기용 문창길 유가영 예명숙 김희령 김민영 유재용 이길재 김태현                                  |              |      |
| 153화                                | 3월 13일  | 평행선             | 이은교 | 맹만재 | |              |      |
| 154화                                | 3월 20일  | 꽃샘바람           |        | 정병식 | |              |      |
| 155화                                | 3월 27일  | 그대의 뜰          | 서영명 | 하강일 | 김흥기 박원숙 조옥희 서영진 이윤정 권미혜 이종호 유병준 손영춘                                                                            |              |      |
| 156화                                | 4월 3일   | 아버지             | 안양자 | 맹만재 | |              |      |
| 157화                                | 4월 10일  | 파문               | 김종달 | 정병식 | |              |      |
| 158화                                | 4월 17일  | 높새바람           | 양근승 | 하강일 | |              |      |
| 159화                                | 4월 24일  | 부르는 소리        | 안양자 | 맹만재 | 김창숙 유가영 강만희 오영갑 안해숙 이미남 홍유진 봉혜선 황소영 이환지 박상만                                                              |              |      |
| 160화                                | 5월 1일   | 건널목             | 박정란 | 정병식 | 김영애 김흥기 김영철 장용 김소원 김일란 신구 신수강 최동균 이필수 염선용 김동우 김희윤 이배국 차기환 원유재 이남경                        |              |      |
| 161화                                | 5월 8일   | 여로               | 조소혜 | 황은진 | |              |      |
| 162화                                | 5월 15일  | 당신의 훈장        | 이은교 | 맹만재 | 이낙훈 김소원 김희진 |              |      |
| 163화                                | 5월 22일  | 멀고도 가까운 사이 | 유열   | 하강일 | 김종결 김형자 주현 이진숙 임혁 김흥기 김순구 전병옥 강영아 강양례 최석구 김지선 김민영 유재용                                             |              |      |
| 164화                                | 5월 29일  | 흔들리는 섬        | 류청오 | 정병식 | |              |      |
| 165화                                | 6월 5일   | 구석기 시대        | 이은성 | 황은진 | 신구 이원종 반효정 이주실 이기홍 |              |      |
| 166화                                | 6월 12일  | 사랑의 몸짓        | 김혜정 | 정병식 | 금보라 김동훈 서우림 한진희 선우재덕 이경표 김기복 윤상미 남성식 송석호 양재성 윤효영 이예자 신성문                                       |              |      |
| 167화                                | 6월 19일  | 6월의 파수병       | 안양자 | 맹만재 | 김창숙 김기섭 백준기 여운계 안정훈 박양례                                                                                                 |              |      |
| 168화                                | 6월 26일  | 떠돌이 별          | 박정란 | 정병식 | 김순철 김수용 박주아 한은진 |              |      |
| 169화                                | 7월 3일   | 가위 바위 보       | 이관우 | 맹만재 | 김종결 정재순 민대진 이치우 김복희 김형자 강현미 김해권 신수강 서승현 원준 최재흠 김선순                                                  |              |      |
| 170화                                | 7월 10일  | 황금빛 굴레        | 김종달 | 정병식 | 연규진 연운경 김진해 백수련 곽경환 조양자 박현정                                                                                          |              |      |
| 171화                                | 7월 17일  | 생명               | 김순지 | 맹만재 | |              |      |
| 172화                                | 7월 24일  | 내부 수리중        | 류청오 | 정병식 | 장용 정소녀 이치우 서우림 장미자 김희진 이문환 원석연 박영목 최성준 이진숙 이제신                                                         |              |      |
| 173화                                | 7월 31일  | 아내의 땅          | 안양자 | 맹만재 | 박근형 최선자 이종남 이주실 박칠용 방숙례                                                                                                 |              |      |
| 174화                                | 8월 7일   | 기나긴 여름        | 양근승 | 고성원 | 한진희 이경표 최정훈 박주아 김종결 안형식 김보미 윤혜진 김혜숙 유가영 강덕미                                                              |              |      |
| 175화                                | 8월 14일  | 아내의 가족        | 이관우 | 정병식 | |              |      |
| 176화                                | 8월 21일  | 비밀결혼           | 김순지 | 맹만재 | 이종남 백준기 민지환 최선자 안영주 김형자 강태기                                                                                          |              |      |
| 177화                                | 8월 28일  | 다시 흐르는 강     | 양근승 | 고성원 | 이민우 김창숙 이잎새 장용 |              |      |
| 178화                                | 9월 4일   | 세사람             | 이금림 | 정병식 | 박근형 김영애 연운경 서승현 김기섭 고광우 김영배 박현정 오진수 최은영 전유진 김주연 이상택                                                |              |      |
| 179화                                | 9월 11일  | 사랑을 찾아서      | 안양자 | 맹만재 | 김주승 양미경 반효정 여운계 원준 최정훈                                                                                                   |              |      |
| 180화                                | 9월 18일  | 메아리             | 조소혜 | 고성원 | 금보라 백준기 서우림 서승현 |              |      |
| 181화                                | 9월 25일  | 어머니의 자장가    | 류청오 | 정병식 | 정애란 하미혜 장용 김일란 양재성 이진숙 고정일                                                                                            |              |      |
| 182화                                | 10월 2일  | 새장               | 이관우 | 맹만재 | 정영숙 노주현 김교순 서승현 김형자 박병호 최선자 양영준 정운용 신종섭 강만희 이수연 이화영 이미나                                         |              |      |
| 183화                                | 10월 9일  | 침묵의 강          | 양근승 | 고성원 | 김세윤 박혜숙 박희정 최정훈 김기섭 김창봉 반문섭 안형식 안해숙 신수강 이필수                                                              |              |      |
| 184화                                | 10월 16일 | 남은 이야기        | 조소혜 | 정병식 | 박근형 김영애 하미혜 원석연 연운경 노영화 윤성국 정효진 윤효영                                                                            |              |      |
| 185화                                | 10월 23일 | 흔들리는 둥지      | 김순지 | 맹만재 | 최선자 이경표 서영진 백수련 곽정희 여운계 안영주 김을동 김봉근 이문환 이종남                                                              |              |      |
| 186화                                | 10월 30일 | 타인의 계절        | 조소혜 | 고성원 | 서인석 노주현 오미희 박주아 이진숙 이제신 신성문 윤성옥 전은미 최도은                                                                     |              |      |
| 187화                                | 11월 6일  | 도깨비 방망이      | 이관우 | 정병식 | 김세윤 김창숙 이한나 신수강 홍유진 최정훈 김기섭 조양자 이일웅 고정일                                                                     |              |      |
| 188화                                | 11월 13일 | 보호자             | 안양자 | 맹만재 | 오현경 박주아 장용 여운계 |              |      |
| 189화                                | 11월 20일 | 개미와 베짱이      | 유열   | 고성원 | 최정훈 박혜숙 김영철 이경표 |              |      |
| 190화                                | 11월 27일 | 꽃방울             | 류청오 | 정병식 | 박근형 김창숙 김진해 강효실 신수강 장정희 김주연 고정일 서정희 한태희 이정원 이미경                                                       |              |      |
| 191화                                | 12월 4일  | 모자상             | 이은교 | 맹만재 | |              |      |
| 192화                                | 12월 11일 | 뿌리 없는 나무     |        | 고성원 | |              |      |
| 193화                                | 12월 18일 | 바람과 태양        | 이관우 | 정병식 | 백준기 최화정 문오장 권미혜 김인태 강부자 박정수 김천만 차기환 이계영 김재영 고광우 이화영 최정실                                         |              |      |
| 194화                                | 12월 25일 | 아름다운 죄        | 안양자 | 맹만재 | |              |      |

#### 1988년
| 회차  | 방송일    | 제목                 | 극본   | 연출   | 출연자 | 영상(풀버전) | 비고 |
| ----- | --------- | -------------------- | ------ | ------ | --- | ------------ | ---- |
| 195화 | 1월 8일   | 강촌                 | 이은교 | 맹만재 | 안병경 남윤정 안대용 김천만 이경표 노영화 이병철 경인선 고희준 조양자 오영갑 신수강 지계순 박현정                                                                |              |      |
| 196화 | 1월 15일  | 물새둥지             | 이관우 | 고성원 | 김영애 김병기 김동훈 반효정 금보라 안해숙 김성근 김정훈 |              |      |
| 197화 | 1월 22일  | 아버지와 달          | 류청오 | 정병식 | 장항선 김주승 이진숙 김혜숙 김기섭 원석연 경인선 이형준 남일우 김창봉 김선영 오진수 윤용덕 김동우 김덕수                                                         |              |      |
| 198화 | 1월 29일  | 내일은 무지개        | 이은교 | 맹만재 | 이기홍 민대진 남주희 이성호 |              |      |
| 199화 | 2월 5일   | 애나벨리             | 조소혜 | 고성원 | 이효춘 김흥기 노주현 여운계 연운경 임옥경 김해권 고아라 오진수 류대성 신성문 이재은 이재승                                                                       |              |      |
| 200화 | 2월 12일  | 지금은 밀월중        | 서영명 | 정병식 | 이경표 서인석 연운경 김형자 장학수 반석진 남윤정 이정원 류대성 윤용덕 김주연 이상택 박중환                                                                       |              |      |
| 201화 | 2월 19일  | 건너지 못하는 강     | 안양자 | 맹만재 | 이형준 나영희 임병기 최명수 최선자 김기섭 |              |      |
| 202화 | 2월 26일  | 금지된 웨딩마치      | 이철향 | 고성원 | 이경표 유동근 반효정 정재순 김을동 |              |      |
| 203화 | 3월 4일   | 기로                 | 서영명 | 김연진 | 임동진 이효춘 양은미 남윤정 조은덕 윤초희 공경구 장희진 이강수 류태술 전유진 김람호                                                                              |              |      |
| 204화 | 3월 11일  | 또 다른 봄           | 김혜수 | 정병식 | 최석구 강부자 최정훈 서우림 최성준 김인태 권미혜 홍성숙 김동우 안동렬 반석진 고광우 이기홍                                                                       |              |      |
| 205화 | 3월 18일  | 겨울의 그림자        | 이은교 | 맹만재 | 김진해 안영주 여운계 정운용 이한나 신종섭 박해상 봉혜선 황소영 전병옥 류대성 이인숙                                                                              |              |      |
| 206화 | 4월 8일   | 거울 속의 행복       | 이철향 | 고성원 | 나영희 김종결 김성원 사미자 최선자 이경표 조동신 정유경 이영호 이재은                                                                                            |              |      |
| 207화 | 4월 15일  | 이별연습             | 조소혜 | 김연진 | 배종옥 김주승 전광렬 오진수 반효정 이종만 김을동 홍영자 손혜경 현지수 권경하 이미경 신원균 류대성 류태술                                                         |              |      |
| 208화 | 4월 22일  | 일단정지             | 주은희 | 정병식 | 유동근 김희진 김성겸 여운계 이주실 이진숙 김기섭 박정수 김영기 박은선 박태민 전병옥 김상훈 오기환                                                                |              |      |
| 209화 | 4월 29일  | 인연의 길            | 홍영희 | 맹만재 | 하미혜 백윤식 임수택 사미자 안영주 유가영 한현배 조은정 김소정 한경선 김람호                                                                                     |              |      |
| 210화 | 5월 6일   | 파문                 | 조소혜 | 고성원 | 나영희 한진희 태민영 서승현 박주아 김일란 조은덕 전병옥 안형식 이예자 김경애 남경희 박은영                                                                       |              |      |
| 211화 | 5월 13일  | 미로의 끝            | 서영명 | 김연진 | 연운경 노주현 여운계 신구 최명수 장덕수 양재성 남윤정 신수강 김미영 손혜경 류대성                                                                                |              |      |
| 212화 | 5월 20일  | 벼랑 위의 남자       | 이관우 | 정병식 | 박근형 정영숙 이순재 서승현 경인선 염선용 봉혜선 이한나 전병옥 강양례                                                                                            |              |      |
| 213화 | 5월 27일  | 여고 동창생          | 안양자 | 맹만재 | 정재순 양재성 김형자 오경아 안동열 박병호 신수강 김서라 신용규 이인숙 오연수                                                                                     |              |      |
| 214화 | 6월 3일   | 바람과 새            | 양근승 | 고성원 | 노주현 이경표 권미혜 하미혜 윤혜진 이현실 안형식 최동균 오진수 강규영 장덕수                                                                                     |              |      |
| 215화 | 6월 10일  | 황혼                 | 김정환 | 김연진 | 전광렬 조민수 최명수 박주아 여운계 이종만 임성원 오진수 이경영 김경애 홍영자 김보미 유태술 이필수 민지아                                                         |              |      |
| 216화 | 6월 17일  | 한낮의 만가          | 박주영 | 정병식 | 태민영 |              |      |
| 217화 | 6월 24일  | 여사원 일지          | 이은교 | 맹만재 | 이한나 박양례 김서라 김기복 강영아 원석연 이형준 정복임 고아라 오영갑 유명순 서상익 이혜정 한경선 윤성옥 백윤식 박해상 신종섭 박상만 이필수 여운국 이만성 조수경 |              |      |
| 218화 | 7월 1일   | 타인들               | 이관우 | 고성원 | 김세윤 김창숙 최정훈 이종만 김성원 이승호 김병기 윤초희 김해권 김일란 함원영 서정희                                                                              |              |      |
| 219화 | 7월 8일   | 사슴의 노래          | 서영명 | 김연진 | 하미혜 노주현 이형준 안영주 박주아 유가영 권기선 박현정 봉혜선 이제신 고아라 이필수 유태술 장덕수 박주현                                                         |              |      |
| 220화 | 7월 15일  | 돌아선 여자          | 오진이 | 정병식 | 정동환 김교순 사미자 이진숙 김기섭 연운경 신수강 남윤정 고광우 박재주 이제신 방숙례 함원영 고정일                                                                |              |      |
| 221화 | 7월 22일  | 사랑의 변주곡        | 이은교 | 맹만재 | 백윤식 안옥희 안해숙 최명수 백수련 김복희 김서라 심우창 여운국 최정실 이인숙 오영갑 강만희 이한위 이필수 김현수                                                  |              |      |
| 222화 | 7월 29일  | 잃어버린 여름        | 양근승 | 고성원 | 김병기 이경표 최선자 이현두 안형식 이정원 김종결 김해권 박상만 이정훈 원유재                                                                                     |              |      |
| 223화 | 8월 5일   | 새언니               | 강승희 | 김연진 | 이경진 임혁주 여운계 양은미 이경영 허진 송희남 공경구 박경득 박정웅 남윤정 강양례 방숙례 이한위 이필수 유태술 조동신 이영재 류민식                               |              |      |
| 224화 | 8월 12일  | 아내의 두얼굴        | 김혜수 | 정병식 | 노주현 김창숙 백윤식 정소녀 김혜숙 봉혜선 정해창 최헌철 박정수 김일란 고광우 방숙례 이인숙 유경아                                                                |              |      |
| 225화 | 8월 19일  | 위험한 여름          | 안양자 | 맹만재 | 이화영 선우재덕 오경아 원석연 김소원 이치우 한경선 이종우 김서라 신성문 김복희 민대진 박해상 임찬호 이필수 신원균 이영수 김백수                                  |              |      |
| 226화 | 8월 26일  | 망각의 계절          | 양근승 | 고성원 | 김세윤 허진 이경진 백일섭 윤초희 안형식 이현정 조동신 강규영 주미숙 이승효 이민우                                                                                |              |      |
| 227화 | 9월 2일   | 연가                 | 조소혜 | 이영국 | 임성민 오미희 권재희 강부자 권미혜 서승현 김진해 강남길 곽정희 조연원 유순철 이필수                                                                              |              |      |
| 228화 | 9월 9일   | 그 여름의 왈츠       | 서영명 | 김연진 | 최민수 양은미 윤혜진 정영숙 최정훈 태현실 장희진 이용진 유태술 이필수 서경애 김기선                                                                              |              |      |
| 229화 | 9월 16일  | 양심선언             | 양근승 | 고성원 | 정동환 선우은숙 김영철 최정훈 이현두 강효실 봉혜선 양재성 김희진 김창봉 차기환 주미숙 김다혜                                                                     |              |      |
| 230화 | 9월 30일  | 마음의 벼랑          | 김정숙 | 이영국 | 이신재 서승현 선우재덕 서영진 권경하 최정훈 권미혜 임성원 오진수 남일우 박영목 박칠용 하대경 남성식 최상일 기정수 이제신 오영갑                                  |              |      |
| 231화 | 10월 7일  | 한낮에 부는 바람     | 이관우 | 고성원 | 박근형 김영애 김종결 허진 여운계 이종만 최길호 김창봉 안형식 윤초희 김해권 오지민 곽정희 이제신                                                                  |              |      |
| 232화 | 10월 14일 | 엄마의 고향          | 양근승 | 고성원 | 백일섭 허진 최정훈 정재순 이경표 윤초희 봉혜선 박현정 곽정희 남윤정 안형식 안해숙 김진만                                                                         |              |      |
| 233화 | 10월 21일 | 아빠소도 얼룩소      | 유열   | 김재순 | 김형자 임혁 김을동 장미자 박주아 남윤정 박해상 강만희 윤성옥 박지영 김영배 이한위 이필수 이재은 김소정                                                           |              |      |
| 234화 | 10월 28일 | 사랑의 저편          | 양태화 | 맹만재 | 최화정 김주승 이치우 서우림 이일웅 안영주 최선자 지계순 최명수 김복희 황건일                                                                                     |              |      |
| 235화 | 11월 4일  | 풍차                 | 서영명 | 고성원 | 하미혜 노주현 정동환 이순재 이진숙 백수련 채행하 조동신 김은희                                                                                                   |              |      |
| 236화 | 11월 11일 | 꿈꾸는 자유          | 김준일 | 염현섭 | 김흥기 정소녀 이일웅 박주아 김동우 강현미 전병옥 차양희 장순국 장칠군 민대진 한경선                                                                              |              |      |
| 237화 | 11월 18일 | 40/80                | 조소혜 | 이응진 | 고설봉 김복희 김용건 김영애 최정훈 기정수 차양희 차기환 나한일 양미경 안승훈 홍영미 서상익 윤덕용 장정국 정용한 윤유선 박현정 채행아 한진주                      |              |      |
| 238화 | 11월 25일 | 우울한 연가          | 류청오 | 정병식 | 민욱 정복임 원석연 이경표 사미자 송석호 염선용 윤성옥 이배국 한경선                                                                                              |              |      |
| 239화 | 12월 2일  | 높이 나는 새         | 안양자 | 맹만재 | 이경영 남주희 김동우 강현미 박병호 최선자 임성훈 김기복 김순철 전원주 윤덕용 김복희 장희진 최정실 김상훈 이원종                                                  |              |      |
| 240화 | 12월 9일  | 새벽에 뛴다          | 양근승 | 고성원 | 장항선 허진 김창숙 이현두 하미혜 최정훈 황범식 박해상 장순국 안형식 윤초희 박현정 장미자 김해권 안광진 박주현                                                    |              |      |
| 241화 | 12월 16일 | 조약돌               | 곽인행 | 염현섭 | 박혜숙 김진해 윤유선 정소미 전원주 정재순 최화정 김경하 최창호 김을동 윤병훈 권오현 최선애 장서희 이주원 조현철                                                  |              |      |
| 242화 | 12월 23일 | 3세대를 위하여       | 양태화 | 맹만재 | 강태기 배종옥 김순철 이춘식 최명수 사미자 양영준 서승현 박현정 김동수 최석구 정소희                                                                              |              |      |
| 243화 | 12월 30일 | 사랑을 위한 아다지오 | 조소혜 | 이응진 | 박웅 전양자 한진희 하미혜 최승철 정재순 박시영 이종남 곽정희 안승훈 전용한 주한울                                                                                |              |      |

#### 1989년
| 회차                                 | 방송일    | 제목                    | 극본   | 연출   | 출연자 | 영상(풀버전) | 비고             |
| ------------------------------------ | --------- | ----------------------- | ------ | ------ | --- | ------------ | ---------------- |
| 244화                                | 1월 6일   | 아빠의 겨울방학         | 양근승 | 고성원 | 김병기 연운경 이순재 사미자 이종만 전원주 김종결 이지선 최길호 황범식 반문섭 신수강 박현정 장순천 장순국 박해상 김수정                             |              |                  |
| 245화                                | 1월 13일  | 저녁에 부는 바람        | 안양자 | 맹만재 | 박병호 정영숙 서승현 홍유진 이원설 강영아 이화영 이배국 한경선 김서라 심우창 여운국                                                                |              |                  |
| 246화                                | 1월 20일  | 약속                    | 서영명 | 고성원 | 오혜림 김창숙 노주현 안형식 양재성 이병철 홍영미 한진주                                                                                            |              |                  |
| 247화                                | 1월 27일  | 축복                    | 김준일 | 염현섭 | 민욱 이효춘 이순재 김소원 김종결 윤초희 권기선 김영기 정해창 김일란 윤병훈 김경애 이현실 차두옥 권경하 이재은                                      |              |                  |
| 248화                                | 2월 3일   | 우리는 백조를 쏘고 있다 | 이충걸 | 이응진 | 김주승 최미선 한정국 김명곤 양재성 강덕미 윤유선 한경선 이한위 안승훈 이두섭 이원설 박정웅 김순구 노주현 이한나                                    |              |                  |
| 249화                                | 2월 10일  | 겨울 목마               | 김재일 | 맹만재 | 백준기 김미영 김복희 전원주 남윤정 김일란 권미혜 장희진 이현실 신종섭 오영갑 반문섭 박해상 반석진 여운국 김영배 이필수 차기환 윤성옥 정소희 김소정 |              |                  |
| 250화                                | 2월 17일  | 밤에만 크는 나무        | 양근승 | 고성원 | 김기섭 이경진 이병철 김형자 이순재 백수련 양영준 이진숙 윤초희 김진란 김해권 이두섭 이상준 박춘길                                                  |              |                  |
| 251화                                | 2월 24일  | 이브의 눈물             | 김혜수 | 염현섭 | 최화정 임혁주 오승룡 박주아 김소원 전원주 허진 정재순 남윤정 손해경 김보미 김경하 이필수 박철 이예자                                               |              |                  |
| 252화                                | 3월 3일   | 30/60                   | 조소혜 | 이응진 | 사미자 이일웅 정애리 나한일 이진숙 박정수 한진주 이한위 임은영                                                                                     |              |                  |
| 253화                                | 3월 10일  | 황지의 봄               | 홍영희 | 맹만재 | 정운용 연운경 강태기 정서임 김상훈 김을동 최명수 김하림 김창봉 신종섭 심우창 곽정희 권오균 이필수 김경미 최용욱 여운국 김기수                      |              |                  |
| 254화                                | 3월 17일  | 겨울나무                | 조소혜 | 고성원 | 권재희 임혁 선우재덕 한진주 전원주 박현정 안형식 강규영 채행아 최형선                                                                              |              |                  |
| 255화                                | 3월 24일  | 별 하나 나 하나         | 김준일 | 김수동 | 박규채 신종섭 정재순 이한승 김미영 안영주 김복희 곽정희 김순철 김길호 유순철 양재성 박영목 이화영 최정실 오지민 김철                               |              |                  |
| 257화                                | 3월 31일  | 침대                    | 문정순 | 이응진 | 김용건 김창숙 노주현 윤미선 최명수 김소원 정재순 한정국 이한위 유기숙 이승민 김민정                                                                |              |                  |
| 258화                                | 4월 7일   | 천사의 날개             | 이옥경 | 맹만재 | 정영숙 백윤식 김병기 김소원 김창봉 이정웅 장희진 최창호 장서희 이혜근 김기수                                                                       |              |                  |
| 259화                                | 4월 14일  | 아빠는 홀로서기         | 최인수 | 고성원 | 임동진 전양자 양영준 장미자 최정훈 홍영자 이현두 윤성옥 서영진 이혜정 김영선 서정희                                                                |              |                  |
| 260화                                | 4월 21일  | 아침까치                | 이희우 | 김수동 | 박병호 김복희 |              |                  |
| 261화                                | 4월 28일  | 서울의 사랑             | 주은희 | 이응진 | 이신재 전양자 김용건 김도연 박윤정 안승훈 고아라 권오균                                                                                            |              |                  |
| 262화                                | 5월 5일   | 넓고 넓은 바닷가에      | 홍영희 | 맹만재 | 홍리나 이치우 정재순 김효원 김천만 하대경 곽정희 박칠용 여운국 김경미 문수인                                                                       |              | 타이틀 영상 교체 |
| 263화                                | 5월 12일  | 행복 만들기             | 곽인행 | 전세권 | 윤유선 전광렬 윤주상 방숙례 여무영 박정수 고설봉 최석구 김경애 채행아 조동신 정미숙                                                                |              |                  |
| 264화                                | 5월 19일  | 옛날의 금잔디           | 김준일 | 김수동 | 김소원 최봉 이형준 서갑숙 맹호림 연운경 박주아 김영옥 곽경환 장희진 허길자 전병옥 이창희 이은재 이영호 정태우                                      |              |                  |
| 265화                                | 5월 26일  | 어느날 갑자기           | 홍영희 | 맹만재 | 백준기 김희진 최명수 반효정 김서라 신종섭 박해상 최동균 양재만 김경미 이문주                                                                       |              |                  |
| 266화                                | 6월 2일   | 꿈...섬                 | 이규원 | 이응진 | 천호진 선우재덕 정애리 최창호 박현정 최용팔 원준영 이필수 홍성우 한명식 정용환                                                                     |              |                  |
| 267화                                | 6월 9일   | 생명의 나무             | 김은미 | 김연진 | 한진희 이덕희 이형준 황범식 최명수 정운용 권미혜 봉혜선 박세경                                                                                     |              |                  |
| 268화                                | 6월 16일  | 한여름 밤의 꿈          | 김준일 | 김수동 | 정애리 이계인 이종남 김영기 이영 최창호 박건식 지계순 이수연 곽정희 이영재 정동남 최린나                                                           |              |                  |
| 269화                                | 6월 23일  | 15일간의 귀향           | 안양자 | 맹만재 | 김세윤 이주실 박주아 이경표 남주희 민대진 오영갑 남윤정 곽경환 홍영자 김기복 방루시아                                                              |              |                  |
| 270화                                | 6월 30일  | 장미와 인절미           | 전영갑 | 이응진 | 이한수 김도연 천호진 권미혜 김일란 이원종 정용환 안동석 권오균 이금희 최상혁                                                                       |              |                  |
| 271화                                | 7월 7일   | 소슬바람의 미소         | 양근승 | 김연진 | 전인화 김주승 남주희 김진란 서우림 장희진 김효원 이경영 이수연                                                                                     |              |                  |
| 272화                                | 7월 14일  | 동행                    | 조소혜 | 김수동 | 정애리 강석우 홍요섭 김복희 신종섭 김일란 조재훈 신수강 홍승일 한경선 손해경                                                                       |              |                  |
| 273화                                | 7월 21일  | 애모                    | 홍영희 | 맹만재 | 하미혜 정운용 정동환 안영주 김미영 권오현 고희준 유병준 김진오 김영선 최정실 권오균 김정미 정석현 권혁호 변영훈 김미경 박은영                      |              |                  |
| 274화                                | 7월 28일  | 미운 오리새끼           | 김혜정 | 김종식 | 김혜옥 연규진 양재성 노영화 강효실 곽정희 맹호림 이제신 김일우 강현미 이주실 이수연 송희남 변영훈 권혁호 김미경 박은영 변성현 이진원               |              |                  |
| 275화                                | 8월 4일   | 길동무                  | 오정인 | 김연진 | 이치우 정재순 황건일 양은미 강영아 김천만 신수강 신동훈 김정석                                                                                     |              |                  |
| 276화                                | 8월 11일  | 황혼일기                | 김정   | 이녹영 | 곽경환 안영주 양영준 김봉근 김복희 박정웅 박영목 김성근 안형식 이제신 김해권 홍영자 신수강 박현정 유병준 조재훈 김상훈 최용욱 최상혁               |              |                  |
| 277화                                | 8월 18일  | 남은 사람들             | 홍영희 | 맹만재 | 남일우 이주실 김효원 견미리 서승현 신종섭 오영갑 여운국 김창봉 황소영 홍승희 김경미 박은영                                                         |              |                  |
| 278화                                | 8월 25일  | 아빠의 자장가           | 주은희 | 김종식 | 정한용 차유경 강효실 박영목 정효진 이한위 양형호 이현정 손해경 정석원                                                                              |              |                  |
| 279화                                | 9월 1일   | 추억으로 가는 열차      | 오정인 | 김연진 | 송재호 양은미 최명수 서우림 이청 신용규 봉혜선 안형식                                                                                              |              |                  |
| 280화                                | 9월 8일   | 행복한 남자             | 이관우 | 이녹영 | 주현 윤여정 곽경환 김을동 윤덕용 권미혜 김봉근 정재순 유병한 이두섭 김동완 김옥만 최용욱 김진란 김효선 박경숙 강민경                               |              |                  |
| 281화                                | 9월 15일  | 구름다리                | 양태화 | 맹만재 | 이경영 이혜정 이환지 예명숙 서우림 신종섭 서상익 최선자 유가영 강현미 서영진 이종우 이기홍                                                         |              |                  |
| 282화                                | 9월 22일  | 죄 많은 가을            | 김준일 | 김종식 | 양재성 엄유신 김성겸 김봉근 김복희 김일란 유가영 이현정 김동완 박현정 김희진 윤성국 정효진 변영훈 윤인중 이혜근                                    |              |                  |
| 283화                                | 9월 29일  | 천사의 두얼굴           | 유국치 | 김연진 | 이형준 이종남 안영주 박윤정 최정훈 허진 박정웅 문창길 김진란 이제신 조동신 강영아 임영식 유영희 이필수 김대환                                      |              |                  |
| 284화                                | 10월 6일  | 새와 둥지               | 김하림 | 이녹영 | 홍영자 장덕수 정재순 곽정희 방숙례 고아라 조재훈 김효선                                                                                            |              |                  |
| 뒷이야기 (토크쇼 & 인터뷰 형식) 폐지 |           |                         |        |        | |              |                  |
| 285화                                | 10월 13일 | 잃어버린 시간           | 안양자 | 맹만재 | 사미자 안정훈 김복희 이주실 양재성 이환지 양미경 고아라 우희진 최용팔                                                                              |              |                  |
| 286화                                | 10월 20일 | 살아가는 나날           | 이유정 | 김종식 | 이주실 이신재 박희정 김일우 권미혜 장미자 유가영 정효진 윤성국 이제신 김경란 박예숙 이한위 김미경 윤영민                                           |              |                  |
| 287화                                | 10월 27일 | 낮은 목소리             | 허숙   | 김연진 | 김봉근 연운경 김도연 백준기 여운계 정해창 안병경 임병기 조은덕 양형호 서준영 김경하 남윤정 임영식 원석연 박경숙 명보현 문성재                      |              |                  |
| 288화                                | 11월 3일  | 정희의 노래             | 김하림 | 이녹영 | 최봉 최형선 권미혜 엄유신 이제신 곽경환 민욱 김옥만 박칠용 김천만 김효선 조양자 하동훈 유영휘 김소정 장하예라                                      |              |                  |
| 289화                                | 11월 10일 | 우리들의 천국           | 박병우 | 홍성덕 | 황정아 김세윤 태민영 강효실 박웅 장미자 남윤정 김윤형 임병기 유종근 김종구 김문정 최석구 서주희 김미경                                             |              |                  |
| 290화                                | 11월 17일 | 미로일기                | 최현경 | 공영화 | 정애리 노주현 천호진 남주희 김종구 박양례 이재은 주세은 김복희 권미혜 이수연 김동완 이정희 양형호 오기환 이필수 유병준 김영배 최정실               |              |                  |
| 291화                                | 11월 24일 | 서울안개                | 홍영희 | 맹만재 | 나영희 선우재덕 이형준 박윤정 서우림 신종섭 임병기 여운국 안동석 강현미                                                                            |              |                  |
| 292화                                | 12월 1일  | 존재의 끝               | 이철호 | 김연진 | 정복임 송승환 이종만 사미자 권미혜 이혜정 박정웅 이제신 김혜숙 안형식 최창호 조은덕 유태술 임영식 유현주 김정식                                    |              |                  |
| 293화                                | 12월 8일  | 술꾼 길들이기           | 이관우 | 이녹영 | 이병철 김성근 곽경환 안영주 김해권 박태민 김경하 이계영 김창봉 남성식 김일란 조재훈 박정웅 유병준 신수강 김옥만 신종섭 이두섭 김효선 이상준        |              |                  |
| 294화                                | 12월 15일 | 하늘로 열린 지붕        | 조한순 | 홍성덕 | 권민수 김세윤 하미혜 허진 남윤정 김봉근 김영기 조양자 박주현 구자한 장민성 김찬규 최진호                                                           |              |                  |
| 295화                                | 12월 22일 | 왜?                     | 서영명 | 안영동 | 정영숙 최정훈 김진만 이주희 이주실 박정수 양영준 이문환 유병준 신수강 문미봉 양희경 오기환 서준영 안동석                                           |              |                  |
| 296화                                | 12월 29일 | 황혼의 발자국           | 허숙   | 이민홍 | 김성겸 반효정 양미경 이운우 이정욱 석지희 하대경 최창호 김윤형 정동남 이영재 서주희                                                                |              |                  |

### 1990년대 전반

#### 1990년
| 회차  | 방송일    | 제목                  | 극본   | 연출   | 출연자 | 영상(풀버전) | 비고 |
| ----- | --------- | --------------------- | ------ | ------ | --- | ------------ | ---- |
| 297화 | 1월 5일   | 생명의 시작           | 최현경 | 공영화 | 백준기 이덕희 안영주 김보미 박영목 홍영자 임성원 장정희 임택선 신애라 홍륜의 문재기 김병우 박지영                                           |              |      |
| 298화 | 1월 12일  | 아메리카의 꿈         | 주은희 | 홍성덕 | 한진희 하미혜 정해창 전원주 이한나 권민수 변성현                                                                                            |              |      |
| 299화 | 1월 19일  | 이십년전              | 서영명 | 안영동 | 이신재 한혜경 박주아 민욱 정재순 정서임 황건일 김미경                                                                                       |              |      |
| 300화 | 1월 26일  | 행복의 비탈길         | 차범석 | 한정희 | 이낙훈 서우림 이경영 이종남 김성원 김복희 김기섭 김미영 백준기 김보미 김명곤 원미연 이수연 김진란 홍영자 박태민 장순국 안동석               |              |      |
| 301화 | 2월 2일   | 이씨의 문패           | 김혜정 | 이민홍 | 박칠용 박양례 문미봉 오욱철 권미혜 유명순 김상훈 박정웅 윤병훈 반문섭 양택조 곽정희 방숙례 이주실 이정욱 이형진 한현배 김창봉               |              |      |
| 302화 | 2월 9일   | 청색 엘리베이터       | 조연경 | 공영화 | 한진희 이효춘 태민영 김수연 유순철 유명순 김영배 이예자 서영진 이수연 김창봉 권성덕 윤성국 이정희 안동석 김대환 김미경 장덕수 정태우 김태호 |              |      |
| 303화 | 2월 16일  | 겨울 나비             | 박성조 | 홍성덕 | 문창길 하미혜 양미경 남윤정 이신재 양재성 김봉근 이한나 신수강 장희진 이수연 김일란 장영주 장정희 김동우 홍승이 김은동 박루시아             |              |      |
| 304화 | 2월 23일  | 남편의 가계부         | 최연지 | 송주하 | 임성원 최란 박주아 허진 정해창 최호진 안영주 고희준 노영화 김진란 이한위 이배국                                                             |              |      |
| 305화 | 3월 2일   | 채워질 수 없는 바구니 | 김준일 | 한정희 | 민욱 정소녀 사미자 김희진 이정웅 안해숙 박해상 김미영 송석호 김보미 이종만 전병옥 김성근 윤덕용 유병준 김윤형 박태민 고정일 이재은          |              |      |
| 306화 | 3월 9일   | 아빠는 바보야         | 홍영희 | 공영화 | 전무송 엄유신 김수정 변성현 최정훈 김봉근 유병훈 유병준 김영배 이필수 김재준                                                                |              |      |
| 307화 | 3월 16일  | 겨울바다              | 김하림 | 이녹영 | 한진희 연규진 박혜숙 김창숙 강계식 안영주 이예자 신수강 손해경 이순섭 박선영 정주영 윤연경 윤영희 이애리                                    |              |      |
| 308화 | 3월 23일  | 바람 맞은 세월        | 박성조 | 홍성덕 | 김성겸 사미자 김애경 김일란 김희진 문창길 유병준 박정웅 박주아 이신재 김봉근 고아라 정효진 이재석 이효석                                    |              |      |
| 309화 | 3월 30일  | 봄바람                | 서영명 | 한정희 | 김청 임동진 현석 장덕수 안영주 김원미 신현호 박해상 김선영                                                                                  |              |      |
| 310화 | 4월 6일   | 미완성 변주곡         | 김혜주 | 임웅빈 | 정한용 김도연 최정훈 백윤식 강만희 김하림 강태기 조준형 홍승일 김동우 손해경 권혁호 류대성 박경숙 손지혜                                    |              |      |
| 311화 | 4월 13일  | 노을진 뜨락           | 김혜수 | 송주하 | 고설봉 황정순 김기섭 안해숙 지계순 이배국 남일우 이주실 김상훈 최명수 박현정 고희준                                                         |              |      |
| 312화 | 5월 25일  | 서른 아홉의 날개      | 최현경 | 공영화 | 연운경 서학 홍영자 박현정 임병기 이한나 서영애 장정희 강양례 최정실 장영주 장순국 유명순 김영배 이한위 김미경 정석현 박영희                 |              |      |
| 313화 | 6월 1일   | 바람 부는 날          | 허숙   | 엄기백 | 송승환 왕영은 최명수 김영옥 양재성 정종준 김기복 원미원 장기용 김명희 이미경 최윤정 김원미 한정국 차기환 임찬호 임종순                      |              |      |
| 314화 | 6월 8일   | 미로에 서서           | 임영란 | 한정희 | 김도연 정영숙 김성일 최정훈 주희 김진란 이호재 봉혜선 김정미                                                                                |              |      |
| 315화 | 6월 15일  | 두 아들               | 최인수 | 임웅빈 | 강부자 양재성 김애경 임병기 한혜경 최길호 문미봉 이두섭 한경선 김동완 김창봉 박태민                                                         |              |      |
| 316화 | 6월 22일  | 길목에서              | 주은희 | 송주하 | 허진 안해숙 남윤정 한진희 장용 홍영자 김해권 신수강 임수택 정석현                                                                           |              |      |
| 317화 | 6월 29일  | 기다리는 사람들       | 조연경 | 문영진 | 김주승 김나영 백윤식 엄유신 최명수 양영준 서우림 장희진 박칠용 이현실                                                                       |              |      |
| 318화 | 7월 6일   | 기쁜 우리 그날은      | 홍영희 | 공영화 | 최우정 박홍규 이경영 윤유선 오영갑 하대경 김명곤 윤영민 김광일 김태성 유한진 김성수 강현일                                                  |              |      |
| 319화 | 7월 13일  | 아침 노을 저녁비      | 최현경 | 엄기백 | 황준욱 전미선 남일우 서우림 황덕재 진영미 신영재 최호창 황병훈                                                                              |              |      |
| 320화 | 7월 20일  | 민규의 그림일기       | 이정행 | 한정희 | 안해숙 한진희 남윤정 문창길 한경선 김보미 이정웅 김미경 김형일 장경희 이재석                                                                |              |      |
| 321화 | 7월 27일  | 빛과 그림자           | 이은교 | 류시형 | 백윤식 하미혜 김진해 문미봉 김봉근 봉혜선 허진 오영갑 백찬기 고희준 임영식 최상일 장영주 정재은 김병철 이성재                               |              |      |
| 322화 | 8월 3일   | 파문                  | 김하주 | 임웅빈 | 김세윤 김창숙 최정훈 박정수 이승호 이한나 김해권 윤성국 박현정 안광진 유태술 서준영 박선영                                                  |              |      |
| 323화 | 8월 10일  | 자리찾기              | 이현아 | 문영진 | 여운계 백윤식 경인선 남일우 박주아 신종섭 유명순 박현정 방숙례 한정국 유재용 문혁 이정후                                                    |              |      |
| 324화 | 8월 17일  | 바람놀이              | 최현경 | 공영화 | 정영숙 전무송 김희진 백준기 이영록 이궁희 조재훈 신수강 오영갑 곽정희 이춘식 정동남                                                         |              |      |
| 325화 | 8월 24일  | 새, 둥지를 떠나다     | 이경행 | 한정희 | 한혜경 현석 안영주 노영국 박해상 권경하 한정국 김윤형 이효정 이재은 김현수                                                                  |              |      |
| 326화 | 8월 31일  | 지붕 밑의 두여자      | 김하주 | 류시형 | 김교순 여운계 백윤식 박정수 이승호 임영식 이병철 황덕재 정경희 안동석 변성현                                                                |              |      |
| 327화 | 9월 7일   | 세남자 이야기         | 김경숙 | 임웅빈 | 남일우 강태기 오욱철 선우용녀 양희경 양미경 김동완 반문섭 박현정 이동주 박태민 최상일 조준형 김대환 이현실 안수정 윤영경                    |              |      |
| 328화 | 9월 14일  | 숨어 있는 얼굴        | 윤석훈 | 문영진 | 김주승 오미희 박주아 김동년 김일란 한정국 김상용 서준영 홍영자 방숙례 이두섭 이현실                                                         |              |      |
| 329화 | 9월 21일  | 닻                    | 최현경 | 공영화 | 노영국 이덕희 정해창 김복희 김성일 정소희 황민 우명순 이경희 이필수 이영재 김미수 정석원                                                    |              |      |
| 330화 | 9월 28일  | 윗방 아저씨           | 김지요 | 한정희 | 김현주 윤유선 백윤식 장미자 전원주 전병옥 조준형 홍승이 김상배                                                                              |              |      |
| 331화 | 10월 5일  | 노끈과 강냉이         | 전영균 | 이성연 | 김순철 이치우 최길호 남일우 서우림 홍영자 이대로 이원종 유순철 윤문식 박현정 윤초희 최용욱 이효정 이현정 이영재 김미숙 장민석 유영휘        |              |      |
| 332화 | 10월 12일 | 회복                  | 안양자 | 임웅빈 | 김상순 선우용녀 안영주 박정수 박태민 김창봉 김민희 신은경 맹호림 정동남 안동석                                                              |              |      |
| 333화 | 10월 19일 | 가을노래              | 이원규 | 최길규 | 임혁주 김용선 박주아 문미봉 나문희 김종결 양재성 이미경 박용식 김성찬 이효정 한진주 최상일 이계영 이형진 차기환 김미경                      |              |      |
| 334화 | 10월 26일 | 당신의 빈자리         | 이경행 | 한정희 | 민욱 한혜경 김현주 김을동 한정국 박해상 손지혜                                                                                              |              |      |
| 335화 | 11월 2일  | 보이지 않는 숲        | 김수경 | 이성연 | 안영주 여운계 김종결 윤초희 백준기 김일란 김명곤 이현정 이한승 김동완 이두섭 장영주 송상은 안수정                                           |              |      |
| 336화 | 11월 9일  | 아버지의 하늘         | 김남   | 임웅빈 | 김성겸 윤덕용 유명순 홍영자 신용규 이원종 김창봉 정동남 맹호림 박건식 이두섭 박현정 서준영 김민희 신은경 양두이                             |              |      |
| 337화 | 11월 16일 | 나비와 그물           | 이숙자 | 최길규 | 박혜숙 김세윤 정재순 김일란 남일우 김진해 이정웅 김미경 최호창 문수인                                                                       |              |      |
| 338화 | 11월 23일 | 미망인                | 이경행 | 한정희 | 김창숙 김기섭 안영주 최명수 장미자 박해상 이정웅 홍영자 봉혜선 박현정 신소영 김미경 유영휘 김윤                                             |              |      |
| 339화 | 11월 30일 | 언덕에는 갈대꽃       | 허숙   | 김재순 | 정영숙 허진 백준기 조옥희 이일웅 박해상 정소희 정승곤 권영진                                                                                |              |      |
| 340화 | 12월 7일  | 이상한 신혼여행       | 조희   | 김용규 | 이원재 권재희 박칠용 김천만 김영옥 서영진 임성원 한진주 이미경 정동남 홍영미                                                                |              |      |
| 341화 | 12월 14일 | 시인과 광대           | 최순식 | 최길규 | 연규진 정재순 백준기 김보미 맹호림 박영목 봉혜선 장기용 장영주 문창길 박경숙 김미경 이정희 윤영무 김은정                                    |              |      |
| 342화 | 12월 21일 | 확인                  | 최현경 | 문정수 | 박진성 선우재덕 김현주 최화정 태민영 이미경 장기용 유명순 조재현 김형일                                                                     |              |      |
| 343화 | 12월 28일 | 명마                  | 서영명 | 안영동 | 신애라 최화정 백준기 사미자 김진해 김동우 박현정 이한수                                                                                     |              |      |

#### 1991년
| 회차  | 방송일    | 제목                 | 극본   | 연출   | 출연자 | 영상(풀버전) | 비고 |
| ----- | --------- | -------------------- | ------ | ------ | --- | ------------ | ---- |
| 344화 | 1월 4일   | 우리는 모두가 식구   | 박성조 | 홍성덕 | 안영주 김을동 남일우 하미혜 정상철 정재순 임병기 이한나 김효원 이미경 이재학 이의청 김선우                                                         |              |      |
| 345화 | 1월 11일  | 겨울무지개           | 김지요 | 문영진 | 전운 김도연 서우림 신동훈 권미혜 김성일 양영준 김동년 이원종 홍영자 김일란 김동우 봉혜선 방숙례                                                    |              |      |
| 346화 | 1월 18일  | 작은 사랑의 노래     | 이숙자 | 최길규 | 서인석 김청 서우림 이한나 박주아 이일웅 이미나 장영주 이효정 이계영 이미영 오현옥                                                                  |              |      |
| 347화 | 1월 25일  | 섬                   | 조희   | 김용규 | 정애리 정동환 변영훈 김민희 김희진 이병철 정소희 안동석 서창호                                                                                     |              |      |
| 348화 | 2월 1일   | 내일                 | 최정미 | 안영동 | 이재은 김영지 고정일 이성민 박칠용 조은덕 맹호림 문창길 이정웅 박현정 방숙례                                                                       |              |      |
| 349화 | 2월 8일   | 어머니의 그림자      | 주은희 | 홍성덕 | 양미경 윤철형 서우림 양영준 김복희 김봉근 장기용 윤유선                                                                                            |              |      |
| 350화 | 2월 15일  | 꿈에 본 내고향       | 최순식 | 문정수 | 신귀식 정영숙 사미자 임수택 김종구 조재훈 임영식 여운국 정형기 김지예 문혁 이정후                                                                  |              |      |
| 351화 | 2월 22일  | 서울총각             | 김지요 | 문영진 | 강문영 김주승 김인태 백수련 김성일 김선영 김천만 한정국 윤용덕 이현실 김사천 이원종                                                                |              |      |
| 352화 | 3월 1일   | 가물치               | 성기숙 | 최길규 | 황정순 김성겸 장미자 백준기 안해숙 이효정 김영옥 이두섭 이미경 김을동 김기복 한진주 강영아 황소영 윤성국 김미경 황현심 하동훈 이재석 서원미        |              |      |
| 353화 | 3월 8일   | 나의 이브            | 조희   | 김용규 | 김혜수 박진성 신영재 전원석 남주희 사미자 백윤식 박홍규 윤영민 안동석                                                                              |              |      |
| 354화 | 3월 15일  | 엄마, 아내 그리고 나 | 서영명 | 안영동 | 서우림 김세윤 이경표 김을동 강만희 나현희 김형일 이영수 이주희 방숙례 전병옥                                                                       |              |      |
| 355화 | 3월 22일  | 처마밑 철새          | 서현주 | 허웅   | 연운경 여운계 임예진 신구 이인철 원석연 김숙경 류순철 홍여진 최상혁 신진희                                                                         |              |      |
| 356화 | 3월 29일  | 잊혀진 사람들        | 주은희 | 홍성덕 | 이신재 백수련 허진 한은진 김기섭 김진태 홍영자 한혜경 김영기 이의정                                                                                |              |      |
| 357화 | 4월 5일   | 조춘                 | 김지요 | 문영진 | 한진희 김자옥 장미자 서영진 신동훈 조은덕 김봉근 최건호 유종근 윤용덕 김백수 조상현 김학기                                                         |              |      |
| 358화 | 4월 12일  | 문 밖의 행복         | 문영남 | 최길규 | 전광렬 최화정 이일웅 윤문식 한상미 이두섭 김동완 조정국 유병준 이효정 황소영 한진주 이제신 방숙례 장영주 김미영 이필수 최건호 김대환 김미숙 김지예 |              |      |
| 359화 | 4월 19일  | 결혼, 그 7년째...    | 조희   | 김용규 | 이미영 송영창 김성일 서갑숙 김종결 김일우 이계영 안동석 김지인 이수근 박준규                                                                       |              |      |
| 360화 | 4월 26일  | 머무는 바람          | 김오민 | 허웅   | 김흥기 임혁주 이경영 김희령 안영주 안해숙 서학 유병준 박해상 한진주 남경희 석현우 문혁                                                             |              |      |
| 361화 | 5월 3일   | 바람과 날개          | 이은교 | 문영진 | 이순재 사미자 맹호림 송석호 심혜진 김동년 신동훈 차철순 윤초희 방숙례 장정희                                                                       |              |      |
| 362화 | 5월 10일  | 회색모자             | 서현주 | 최길규 | 김봉근 정영숙 김하림 이일웅 이원종 하미혜 박용식 양재성 곽경환 김동완 홍영자 한진주 이필수 정형기 변성현 김영지                                    |              |      |
| 363화 | 5월 17일  | 옹선생               | 조희   | 김용규 | 전운 김성일 오승룡 여운계 양영준 박칠용 한현배 김종구 정승규 김동수 윤영준                                                                         |              |      |
| 364화 | 5월 24일  | 창 밖은 내일         | 김오민 | 허웅   | 김영옥 선우은숙 이한나 이문환 백윤식 박정수 곽정희 김효원 윤승원 김선영 홍영미 정형기 이정후                                                       |              |      |
| 365화 | 5월 31일  | 보고싶은 얼굴        |        |        | |              |      |
| 366화 | 6월 7일   | 매기의 추억          | 김지요 | 문영진 | 심혜진 정동환 원석연 정승호 방숙례 한정국 김명곤 이한위 김동수 박선영 이재석                                                                       |              |      |
| 367화 | 6월 21일  | 남편의 일기          | 김경숙 | 최길규 | 김청 정한용 안해숙 이제신 방숙례 양희경 임영식 이필수 김민옥 황소영 김미경 서주희 김원미 김미숙 진희진 황현심 김윤 장정만                          |              |      |
| 368화 | 6월 28일  | 세사람               | 서영명 | 홍성덕 | 태현실 박진성 조민수 송석호 권기선 |              |      |
| 369화 | 7월 5일   | 낯익은 함정          | 고종규 | 전산   | 박순애 임동진 연규진 박주아 김영기 이미경 이동신 정복임 김혜옥 장용 이한승 서상익 김창봉 임택선 오욱철 서창호 진희진                               |              |      |
| 370화 | 7월 12일  | 먼 여행              | 홍영희 | 맹만재 | 한인수 민욱 여운국 김미영 이영수 민대진 윤유선 김창봉 권오균 오기환 황소영 홍승이 김미경                                                           |              |      |
| 371화 | 7월 19일  | 서른 여섯살의 수채화 | 김경숙 | 최길규 | 선우은숙 임혁주 서학 이종남 서영진 김동완 임영식 봉혜선 곽정희 김지예 서주희 이진헌 김성현                                                         |              |      |
| 372화 | 7월 26일  | 사랑의 이중주        | 서영명 | 홍성덕 | 백윤식 하미혜 김도연 이신재 권미혜 김성일 임병기 최강원                                                                                            |              |      |
| 373화 | 8월 2일   | 당신의 아내          | 서영명 | 최길규 | 전양자 최정훈 노경주 조양자 김민희 이필수 김한수 김영지 김유철                                                                                     |              |      |
| 374화 | 8월 9일   | 미운 오리새끼        | 김정우 | 정영철 | 최란 김순철 김소원 김병기 장정희 임병기 이정웅 이영 이문환 임영식 이한나 김지예 안동석 우효정 이수근                                               |              |      |
| 375화 | 8월 16일  | 건너야 할 강         | 김오민 | 홍성덕 | 정영숙 사미자 신수강 서우림 김효원 정재순 김종구 김기섭 김소정 박선영                                                                              |              |      |
| 376화 | 8월 23일  | 해바라기가 있는 정물 | 조희   | 최길규 | 송영창 이종남 남주희 송석호 서학 김천만 오진수 최건호                                                                                              |              |      |
| 377화 | 8월 30일  | 시작, 그리고 마지막  | 김오민 | 이성연 | 신애라 조재현 박진성 윤초희 김원미 김미경 손지창 조성환 윤효진 김수영 오세준 장유진 최장진 오혜미                                                  |              |      |
| 378화 | 9월 6일   | 그리움을 향하여      | 박리미 | 윤용훈 | 선우재덕 도지원 이치우 홍영자 임종순 곽은주 이원종 한현배 서학 허기호 류대성 김대환 이은아 안준희 윤지선                                           |              |      |
| 379화 | 9월 13일  | 소                   | 서영명 | 홍성덕 | 고정일 안영주 권기선 안대용 김일란 윤덕용 유순철 이원종 문미봉 장영주 전병옥 기정수 임영식 임찬호 김선우                                           |              |      |
| 380화 | 9월 20일  | 가난한 사랑          | 조희   | 최길규 | 이효정 김도연 김성일 이미경 여운계 서영진 김천만 장영주 김백수 이사도                                                                              |              |      |
| 381화 | 9월 27일  | 현악 4중주           | 최연지 | 이성연 | 김흥기 김창숙 황범식 윤초희 김종결 남윤정 박웅 하영애 정석원                                                                                       |              |      |
| 382화 | 10월 4일  | 어떤 외출            | 서영명 | 홍성덕 | 정영숙 한은진 조민수 사미자 신동훈 신수강 이승엽                                                                                                   |              |      |
| 383화 | 10월 11일 | 일회용 시대          | 김혜수 | 최길규 | 김교순 여운계 민욱 김복희 최명수 송석호 맹호림 이병철 이효정 최용욱 임영식 김형일 김대환 홍륜의 최건호 정태우                                      |              |      |
| 384화 | 10월 18일 | 계절풍               | 김오민 | 이성연 | 박혜숙 김흥기 김성근 박정수 송석호 유순철 안연홍 명보현                                                                                            |              |      |
| 385화 | 10월 25일 | 열쇠없는 자물쇠      | 김지수 | 온형옥 | 양미경 정승호 민욱 조양자 이주경 이경영 박태민 차기환 박현 손현주 이기철 최호진 황선정 이선용 전경희                                               |              |      |
| 386화 | 11월 1일  | 행복의 주소          | 서영명 | 홍성덕 | 백수련 김진해 선우재덕 최화정 송석호 전원주 이기철 이지영 노현희 고경숙                                                                            |              |      |
| 387화 | 11월 8일  | 지금은 가을          | 조희   | 최길규 | 김미정 변영훈 김보미 김천만 이일웅 맹호림 유병준 송석호 박용식 권오현 오욱철 최건호 황선정 주수정 박영숙 손현주 함석훈                             |              |      |
| 388화 | 11월 15일 | 흐르지 않는 세월     | 문정순 | 이성연 | 여운계 이치우 김기섭 남윤정 안병경 최란 선동혁 이현정 홍영자 권혁호 정현옥 박인나                                                                  |              |      |
| 389화 | 11월 22일 | 아버지의 모자        | 김오민 | 홍성덕 | 이낙훈 박상규 사미자 정해창 권기선 임병기 이정웅 임찬호                                                                                            |              |      |
| 390화 | 11월 29일 | 축대                 | 성기숙 | 최길규 | 김순철 임혁주 양재성 안해숙 최화정 윤초희 백윤식 유가영 조명남 이병철 이문환 이운우 권오균 황선정 이경실 이성용 김준형                             |              |      |
| 391화 | 12월 6일  | 내일은 또 다른 날    | 하청옥 | 이성연 | 김영애 반효정 이경표 김용건 송석호 장영주 김준모 천영덕                                                                                            |              |      |
| 392화 | 12월 13일 | 따뜻한 손            | 서영명 | 홍성덕 | 전무송 하미혜 최형선 김소원 윤덕용 임영식 이규준 백경미 이춘교 임창대 이재석                                                                       |              |      |
| 393화 | 12월 20일 | 그해 12월            | 김지수 | 정영철 | 백윤식 김교순 이일웅 박주아 안영주 김시원 임병기 이한나 조양자 임영식 김경하 유병준 박태민 안성호 백경미 강영하 이정연 박민영 장덕수 최지혜        |              |      |
| 394화 | 12월 27일 | 흘러간 노래          | 심영식 | 이성연 | 김용선 박병호 사미자 신귀식 이주실 홍일권 김숙경 손현주 이경실 박지혜 김지영                                                                       |              |      |

#### 1992년
| 회차  | 방송일    | 제목                           | 극본   | 연출   | 출연자 | 영상(풀버전) | 비고 |
| ----- | --------- | ------------------------------ | ------ | ------ | --- | ------------ | ---- |
| 395화 | 1월 3일   | 그대들의 고향                  | 김오민 | 최길규 | 안승훈 박은영 이현실 양재만 여운계 장미자 장기용 김천만 방숙례 이현정 임찬호 이효정 김다영                                                                          |              |      |
| 396화 | 1월 10일  | 화이팅! 할아버지               | 서영명 | 홍성덕 | 김길호 정영숙 김영옥 이정웅 김상용 이경실 김정아 이남혁 |              |      |
| 397화 | 1월 17일  | 그대의 이력서                  | 하청옥 | 이성연 | 박현숙 김진해 서승현 변영훈 김일란 신수강 장정희 김동완 기정수 오혜경 이효정 박해상 한정국 한연수 윤성은 최연수 김준모 이규준                                       |              |      |
| 398화 | 1월 24일  | 타인의 겨울                    | 박현주 | 오동석 | 김청 이경진 김영철 태민영 |              |      |
| 399화 | 1월 31일  | 그리고, 그녀는 집으로 돌아갔다 | 서현주 | 최길규 | 선우은숙 김성환 강태기 이일웅 봉혜선 이미경 장기용 황선정 김대환 최건호 강승연 서재진                                                                               |              |      |
| 400화 | 2월 7일   | 나래를 접으며                  | 주은희 | 온형옥 | 김청 나한일 박상규 임병기 신종섭 윤덕용 노경주 이향아 |              |      |
| 401화 | 2월 14일  | 상흔                           | 김지수 | 정영철 | 하미혜 김종결 이치우 박주아 김시원 이진숙 임병기 윤초희 임영식 박태민 전병옥 안성호 최호창 윤여정                                                                   |              |      |
| 402화 | 2월 21일  | 당신은 누구시길래              | 홍승연 | 전산   | 이주경 선우재덕 이신재 윤승원 장희진 박현정 예명숙 |              |      |
| 403화 | 2월 28일  | 겨울손님                       | 김지요 | 문영진 | 이치우 정영숙 이문환 윤초희 장정희 유루나 양재원 이재석 |              |      |
| 404화 | 3월 6일   | 나의 하늘                      | 서영명 | 신현수 | 선우은숙 정한용 양미경 김지영 곽경환 장행섭 이종길 이규진 노현희 박루시아 이정                                                                                      |              |      |
| 405화 | 3월 13일  | 먼데서 오신 손님               | 박현주 | 오동석 | 안승훈 이주경 서승현 박용식 문창길 김하림 장성우 서영애 김대환 이정후 김선우                                                                                        |              |      |
| 406화 | 3월 20일  | 미세스 마라토너                | 양지은 | 최길규 | 노경주 임혁주 사미자 |              |      |
| 407화 | 3월 27일  | 화요일의 연인                  | 주은희 | 온형옥 | 김원미 김성일 박웅 서승현 황선정 홍성숙 이기철 정윤요 |              |      |
| 408화 | 4월 3일   | 어떤 걸음마                    | 김지수 | 정영철 | 하미혜 김진해 허진 김종결 이한나 박주아 하미혜 홍영자 조양자 임영식 박태민 김동완 유태술 임종순                                                                     |              |      |
| 409화 | 4월 12일  | 300일의 사랑                   | 나수옥 | 신현수 | 김창숙 정소녀 신은경 임동진 태민영 정유석 노영화 김효선 |              |      |
| 410화 | 4월 19일  | 침대                           | 박현주 | 김종선 | 홍성민 서승현 이신재 정승호 이경아 권오현 임영식 김종구 최헌철 이영재 이규준                                                                                        |              |      |
| 411화 | 4월 26일  | 비보호 좌회전                  | 박현주 | 오동석 | 신동훈 송옥숙 박주아 김성겸 이병철 기정수 곽경환 이두섭 장성우 임영식 이용진 이효정 배도환 윤진호 박인서 이선용 박준규                                              |              |      |
| 412화 | 5월 3일   | 달팽이의 집                    | 김혜린 | 문영진 | 신구 김선우 정동환 김청 백찬기 방숙례 신동훈 한정국 임영식 최건호 김정환 민현욱 이지윤 김다은 이승규 이의국 방일석                                                  |              |      |
| 413화 | 5월 10일  | 동승                           | 주은희 | 이영희 | 문혁 이덕희 김수일 안영주 박현 김동완 전원주 곽정희 |              |      |
| 414화 | 5월 17일  | 그 세월의 벌판                 | 김지수 | 정영철 | 김흥기 김형자 신구 백윤식 정승호 김종결 이한나 강영아 박태민 김시원 김종구 홍승일 임영식 유태술                                                                     |              |      |
| 415화 | 5월 24일  | 애인                           | 나수옥 | 신현수 | 임동진 이효춘 노경주 김일란 장항선 이정웅 김애경 나한일 장행섭 김정연 노현희 박유자 이상근 이혜근 변성현                                                            |              |      |
| 416화 | 5월 31일  | 노란 앞치마                    | 이혜원 | 오동석 | 강부자 박현숙 박진성 백준기 권기선 김종구 서승현 서영애 최석구 김원미 남정희 황선정 이용진 김상용 김창주 한혜숙                                                     |              |      |
| 417화 | 6월 7일   | 완전한 사랑                    | 나연숙 | 박영주 | 김정균 신은경 반효정 박주아 곽경환 이정웅 박상규 박현정 장정희 박태민 노영화 최은숙 정유석 황선정 김덕현 김하균 박지애                                              |              |      |
| 418화 | 6월 14일  | 허사비                         | 김오민 | 허웅   | 여운계 김지영 이문환 오미연 이미경 권병준 이원종 안광진 이종길 김덕현 양재원 배도환 김지선 김지숙                                                                   |              |      |
| 419화 | 6월 21일  | 분홍고무신                     | 김정   | 김종선 | 반효정 박혜숙 김성겸 김인태 사미자 이한나 이치우 김봉근 김동완 정운용 박건식 임종순 황선정                                                                          |              |      |
| 420화 | 6월 28일  | 작은 영웅을 위하여             | 김옥심 | 문영진 | 김선우 김형자 이정웅 김영철 김상아 유종근 백찬기 박태민 한정국 장정희 유명순 박인서 변성현 김남일 김다은 설지혜                                                     |              |      |
| 421화 | 7월 5일   | 보통 아버지                    | 정하연 | 김수동 | 박웅 박주아 임혁주 경인선 서영진 이경표 홍일권 박성미 양재성 양영준 박건식 배도환 손현주 오성열 윤아 김나라 김정균 이종길 류용진 석금성 홍광희 신보라 최희연 변영수 |              |      |
| 422화 | 7월 12일  | 어머니의 수석                  | 전보경 | 전성홍 | 권성덕 권재희 정영숙 박진성 이신재 이미경 김대환 김성희 박소정 |              |      |
| 423화 | 7월 19일  | 어머니가 가르쳐준 노래         | 이금림 | 박영주 | 선우은숙 정혜선 김수정 서학 박주아 오승룡 박해상 박인서 |              |      |
| 424화 | 7월 26일  | 그 여자 그 남자                | 홍영희 | 오동석 | 이경표 백준기 신동훈 윤영무 최명수 안대용 이미경 오미연 허진 김지영 김종구 이두섭 서영애 한정국 이용진 장행섭                                                       |              |      |
| 425화 | 8월 2일   | 만남                           | 김지수 | 정영철 | 박현숙 백윤식 김성찬 오욱철 김형자 임종순 박태민 임영식 유태술 이영재 김현아 천영덕                                                                                 |              |      |
| 426화 | 8월 9일   | 어른의 아버지                  | 김준일 | 김수동 | 김순철 김정아 오영갑 남윤정 박경득 홍영자 연운경 기정수 장행섭 최동균 김남호 박선영 정승교                                                                          |              |      |
| 427화 | 8월 16일  | 쇼팽을 좋아하세요              | 조희   | 전산   | 김현아 이재룡 안승훈 안효진 박영숙 이규준 양재원 |              |      |
| 428화 | 8월 23일  | 아버지의 술잔                  | 김혜정 | 김종선 | 김현주 이신재 서승현 천호진 이경아 이미경 안대용 안광진 김대환 이선용 최지영 김수정                                                                                 |              |      |
| 429화 | 8월 30일  | 모래섬                         | 주은희 | 이영희 | 이치우 나한일 김수연 김민정 정태우 한정국 최용팔 |              |      |
| 430화 | 9월 6일   | 큰딸                           | 김혜수 | 박영주 | 강부자 박혜숙 노현희 최정훈 최선자 정형기 문창길 한현배 고희준 윤성국 이경실                                                                                        |              |      |
| 431화 | 9월 13일  | 내일 부는 바람                 | 김오민 | 전성홍 | 선우은숙 정한용 이경표 임병기 송재호 송석호 박칠용 박건식 김동우 김대환 정미숙 김하균 양미연                                                                        |              |      |
| 432화 | 9월 20일  | 먼사랑                         | 홍영희 | 오동석 | 곽근아 이재룡 여운계 박영목 권병준 이지형 김원미 김준모 신동훈 서영애 박지혜 조하나 장행섭 이용진                                                                   |              |      |
| 433화 | 9월 27일  | 인생 도돌이표                  | 이금주 | 윤석호 | 사미자 김성겸 전광렬 박성미 서갑숙 장미자 홍영자 이주실 윤덕용 김미숙 이채림                                                                                        |              |      |
| 434화 | 10월 4일  | 혼자 부르는 노래               | 박현주 | 김종선 | 이희도 김현아 김지영 임병기 이한나 김형자 장항선 박건식 한혜경 김동완 이미경 이경아 권오현 손현주 박현 김하균 권병준 노현희 배도환                                  |              |      |
| 435화 | 10월 11일 | 꽃을 던지고 싶다               | 박지현 | 박영주 | 강인기 이영후 최은숙 이선용 이정웅 박정수 박경득 최지영 김효선 이종길 박현 이기철 배도환 김덕현                                                                     |              |      |
| 436화 | 10월 18일 | 3장의 편지                     | 홍영희 | 오동석 | 임채무 노경주 여운계 곽근아 민병이 김선영 정유석 서영애 오진수 고아라 남정희 이한위 이배국 전영하 최용욱 안동석                                                     |              |      |
| 437화 | 10월 25일 | 우리시대의 사랑법              | 양승균 | 윤석호 | 김미현 김진만 윤다훈 이광기 박웅 선우용녀 이윤정 이의정 손현주 박지혜 김관기 오재현                                                                                 |              |      |
| 438화 | 11월 1일  | 수레바퀴                       | 유현미 | 전성홍 | 양미경 백준기 이신재 박주아 정영숙 한혜경 |              |      |
| 439화 | 11월 8일  | 다시 사랑이야기                | 문경심 | 김종선 | 이희도 최정원 김갑수 김인태 김기섭 김을동 정복임 김현아 기정수 배도환 김하균 류용진 오수민                                                                          |              |      |
| 440화 | 11월 15일 | 키재기                         | 이미숙 | 신현수 | 박준금 이미경 장항선 백준기 장희진 강남길 김보미 김성근 예명숙 권오현 장행섭 양재원 최윤영 윤영무 이진원                                                            |              |      |
| 441화 | 11월 22일 | 질주                           | 박지현 | 박영주 | 이선용 박인서 이한위 이청 오성열 김준모 |              |      |
| 442화 | 11월 29일 | 흔들리는 풍경                  | 임미화 | 오동석 | 정동환 김해숙 강계식 김지영 김동완 장희진 서영애 김선영 강양례 고아라 최용욱 장행섭 이용진 천영덕                                                                   |              |      |
| 443화 | 12월 6일  | 사람은 모두 떠난다             | 홍영희 | 온형옥 | 오영갑 심희주 이한나 안형식 맹호림 장정희 안광진 문흥식 박현 양재원 박지혜 곽유림                                                                                   |              |      |
| 444화 | 12월 13일 | 뜻밖의 외출                    | 김오민 | 전성홍 | 김청 태민영 임혁주 김일란 한혜경 김성근 박건식 윤영아 명혜정 오미영                                                                                                 |              |      |
| 445화 | 12월 20일 | 우리 동네 면장님               | 윤영수 | 성준기 | 홍성민 나문희 이청 노현희 김성겸 정종준 이대로 이원종 김동완 이한승 남포동 최동균 박현 안동석 장행섭 서모란 서창호                                                  |              |      |
| 446화 | 12월 27일 | 2박 3일                        | 박지현 | 박영주 | 강인기 박정수 이경표 장항선 조재훈 권혁호 배도환 김준모 김미경 김선영 정순례 이선용 류용진 쿠마르 임동진                                                            |              |      |

#### 1993년
| 회차  | 방송일    | 제목                    | 극본          | 연출   | 출연자 | 영상(풀버전) | 비고             |
| ----- | --------- | ----------------------- | ------------- | ------ | --- | ------------ | ---------------- |
| 447화 | 1월 3일   | 미녀와 야수             | 김지요        | 오동석 | 신은경 임종순 윤다훈 최호창 박지혜 최지영 전원주 김종구 장행섭 배도환 김하균 최정원                                                                                                 |              |                  |
| 448화 | 1월 10일  | 그림만들기              | 양지은        | 온형옥 | 조재현 박현숙 오영갑 임성원 이종남 이한위 조하나 황선정 최용욱 안형식 |              |                  |
| 449화 | 1월 17일  | 처용의 웃음             | 홍영희 김오민 | 전성홍 | 태민영 이주경 김동우 김하균 정미숙 박현 |              |                  |
| 450화 | 1월 24일  | 언제나 영화처럼         | 이정선        | 성준기 | 최상진 나현희 장용 이한나 김성환 이재식 천호진 박인서 장행섭 윤정빈 심경민 김성수 (※ 해설 : 배한성)                                                                                 |              |                  |
| 451화 | 1월 31일  | 꿈에서                  | 김혜수        | 박영주 | 윤미라 유식 김용건 김진해 김혜정 박인서 권혁호 박경득 박성희 |              |                  |
| 452화 | 2월 7일   | 풍차인생                | 기승태        | 오동석 | 백준기 양미경 이문환 남윤정 정종준 오욱철 안대용 윤영주 윤초희 고아라 이용진 신원균 조재훈 오진수 남정희 권오균 안동석 김세원 윤영무                                                |              |                  |
| 453화 | 2월 14일  | 늑대와 여우가 만났을 때 | 양승균        | 문영진 | 임종순 김동년 이미경 황덕재 권미혜 김을동 양영준 홍영자 이한위 유루나 |              | 타이틀 영상 교체 |
| 454화 | 2월 21일  | 이혼행진곡              | 김오민        | 전성홍 | 임경옥 선우재덕 한혜경 서주희 정형기 정미숙 서미애 |              |                  |
| 455화 | 2월 28일  | 쌀                      | 김운경        | 이덕건 | 김인문 김영옥 최주봉 고희준 서영애 서영진 맹호림 박칠용 오영갑 안광진 남포동 남윤정 신원균 이두섭 최동균 김상용 최건호 양재원 윤아 이광자                                           |              |                  |
| 456화 | 3월 7일   | 할아버지의 시계         | 최정미        | 성준기 | 도금봉 정해창 이정웅 오미연 이한나 안병경 김동년 김성환 이종만 이한승 안대용 장행섭 이원직 박정은                                                                                   |              |                  |
| 457화 | 3월 14일  | 초대받지 않는 손님      | 김지요        | 오동석 | 송승환 김서라 원석연 진희진 강태기 윤영주 장미자 이배국 최호창 오욱철 김성수 이용진 안동석                                                                                          |              |                  |
| 458화 | 3월 21일  | 엄마의 새학기           | 이미숙        | 신현수 | 권기선 김기복 김보미 김금용 김성찬 강남길 이영 안광진 변성현 서원미 김석태 한정훈 (※ 특별출연 : 현진영)                                                                             |              |                  |
| 459화 | 3월 28일  | 비와 무지개가 있는 풍경 | 이상례        | 전성홍 | 이일웅 김흥기 정영숙 연운경 박건식 박칠용 홍영자 곽정희 이영호 이춘교 정진강 황동성 홍경인 (※ 무술지도 : 이일랑)                                                                    |              |                  |
| 460화 | 4월 4일   | 개꿈                    | 김지요        | 이덕건 | 이경실 강인덕 나한일 박주아 전원주 고희준 홍일권 김보미 고아라 김성근 김선영 진희진 윤아 김진오 서동영 이한위 이원직 최동균 조성현 (※ 특별출연 : 최수종)                            |              |                  |
| 461화 | 4월 11일  | 벽지노선                | 윤영수        | 성준기 | 권오현 이종남 김인태 김지영 이한나 이한승 서영진 윤성국 황범식 김동완 장학수 안광진 장정희 이정윤 장행섭 이원직                                                                     |              |                  |
| 462화 | 4월 18일  | 빨간 넥타이             | 김지요        | 오동석 | 연규진 남윤정 곽근아 강영아 강만희 김상훈 임성원 서영애 원석연 오욱철 차기환 신원균 이배국 장행섭 이영재 문홍식 김상용 정금일 정은일                                                |              |                  |
| 463화 | 4월 25일  | 가벼운 이야기           | 박지현        | 박영주 | 김청 사미자 현석 이한위 강인기 김보미 김종결 김봉근 노현희 주수정 정순례 김하균 한경선                                                                                              |              |                  |
| 464화 | 5월 2일   | 고독한 러너             | 홍영희        | 전성홍 | 황준욱 심희주 송재호 최은숙 강태기 김동우 김준모 이원직 |              |                  |
| 465화 | 5월 9일   | 미운 일곱 살            | 김지요        | 이덕건 | 김선우 김은혜 이정후 이진욱 윤아 김경란 박용식 권기선 임혁주 김보미 문창길 이미경 이한위 한혜경 박예숙 서동영 장행섭 김상용 이원직 최건호 이경실 김나라                             |              |                  |
| 466화 | 5월 16일  | 세월이 가면             | 최정미        | 성준기 | 김동주 연규진 이한나 안대용 김기진 장학수 박용식 이한승 전원주 김지영 장정희 차기환 배도환 전영하 박현 윤정빈 장행섭 이원직 김동수 송상은                                           |              |                  |
| 467화 | 5월 23일  | 행복나누기 23.46        | 오수연        | 오동석 | 김창숙 음정희 신동훈 이청 김희진 윤다훈 윤정빈 남정희 |              |                  |
| 468화 | 5월 30일  | 돋보기 쓴 학생들        | 박지현        | 박영주 | 강부자 김을동 김성원 임현식 강인덕 김보미 박예숙 박현정 장정희 윤영무 |              |                  |
| 469화 | 6월 6일   | 어디 있을까 나의 한쪽은 | 김오민        | 전성홍 | 최화정 윤철형 선우은숙 권기선 이일웅 정승호 서영애 천수현 양재만 강덕미 이현실 최지영 김나라                                                                                        |              |                  |
| 470화 | 6월 13일  | 남녀 북남               | 김지요        | 이덕건 | 김용 김서라 사미자 홍성민 김흥기 이정웅 임혁주 김천만 김보미 이미경 오영갑 윤다훈 진희진 윤아 김영선 서동영 이한위 김대환 장행섭 박현 이원직 김상용 이진형                          |              |                  |
| 471화 | 6월 20일  | 아파트 열쇠 좀 빌릴까요 | 김서린        | 이강현 | 김혜리 손효균 윤유선 이일재 나문희 손현주 김하균 박칠용 김봉근 전원주 김성찬 김동완                                                                                                 |              | [ 1 ]            |
| 472화 | 6월 27일  | 참새와 허수아비         | 윤영수        | 성준기 | 장학수 김지영 권오현 윤영주 고희준 권혁호 선동혁 김보미 이신재 박칠용 이치우 박용식 김영식 윤덕용 김동완 이영재 최지영 장행섭 이원직 홍순성                                         |              |                  |
| 473화 | 7월 4일   | 야경                    | 이금주        | 오동석 | 오미연 민욱 정순례 고정일 여운계 정재순 김동완 이한승 송희남 이배국 이청 오욱철 김상용 박현 김나라 김순구 장행섭                                                                    |              |                  |
| 474화 | 7월 11일  | 빈 집을 찾아서          | 이경미        | 전성홍 | 윤철형 박현숙 손호균 윤유선 곽경환 원미원 김동완 서영애 김대환 김하균 박건식 손현주 배도환 이원직 황선정                                                                            |              |                  |
| 475화 | 7월 18일  | 新 신데렐라             | 한준영        | 이덕건 | 장서희 김용준 김영옥 김성겸 전원주 문영미 최주봉 이한나 김보미 이미경 윤아 윤다훈 이한위 고희준 서동영 장행섭 김영선 유태술 이경실 이원직 최건호 신소민 김원배 배윤진 김현성 진운성 |              |                  |
| 476화 | 7월 25일  | 엄마의 늦바람           | 박예랑        | 이강현 | 박정수 김세윤 어수경 최정원 김호진 김형일 봉혜선 이현정 이한나 서영애 이문환 이한승 김하균 구한승 양재원 이원직 이현실 김원배 오지영 신소민 표영석 김현성                           |              |                  |
| 477화 | 8월 1일   | 레퀴엠을 좋아하는 여자  | 이숙진        | 성준기 | 송채환 천호진 안대용 오미연 윤다훈 이종만 이화영 김보미 윤영주 신용규 장행섭 진운성 김원배 이은경 정미숙                                                                            |              |                  |
| 478화 | 8월 8일   | 미로의 끝               | 김수정        | 오동석 | 이동신 노경주 정락희 김형자 박인서 김해권 신동훈 배도환 송희남 오기환 정영경 장행섭 김하균 최건호 이원직 오지영 박혜경                                                              |              |                  |
| 479화 | 8월 22일  | 어데갔다 인제왔노       | 황순영        | 나상엽 | 이미경 이한수 강남길 노현희 강인기 김성희 조정국 박유승 오지영 김현성 김선화 유정연 김동완 김백수 김성환 강신조 이원직 최건호                                                       |              |                  |
| 480화 | 8월 29일  | 아줌마 특공대           | 김지요        | 이덕건 | 문영미 하미혜 김보미 서갑숙 장서희 정승호 박칠용 김하림 고희준 서영애 안광진 정동남 서동영 이한위 윤아 오연갑 장행섭 이원직 최건호 김용준 정미숙 이재연 김광영                      |              |                  |
| 481화 | 9월 5일   | 마흔 둘의 외출          | 이수재        | 이강현 | 연운경 장용 이한나 안대용 서학 한정국 박현정 오지영 김광영 유정연 진운성 김태형 고상백 최대현                                                                                       |              |                  |
| 482화 | 9월 12일  | 우리 시대의 터프가이    | 양지은        | 이달현 | 연규진 남능미 서갑숙 반문섭 김수연 오영갑 이원종 이현두 이경실 배도환 양형호 안형식 장행섭 박하늬 이승엽                                                                            |              |                  |
| 483화 | 9월 19일  | 철부지 형님             | 김지요        | 오동석 | 이일웅 박주아 변소정 엄용수 권기선 임성원 윤영주 이한위 김영배 고아라 남정희 서영애 김성배 이하나                                                                                   |              |                  |
| 484화 | 9월 26일  | 며느리 세상             | 이미숙        | 신현수 | 김영옥 노경주 태민영 정영숙 사미자 장미자 전원주 남윤정 정재순 조민희 장행섭 정효진 정미숙 김주영 조현아 정선영                                                                     |              |                  |
| 485화 | 10월 10일 | 살아가는 풍경           | 김정          | 정을영 | 한진희 정애리 김용건 김해숙 여운계 김주영 유정연 |              | 1부만 방영       |
| 486화 | 10월 17일 | 큰아들                  | 김혜수        | 박영주 | 임동진 박주아 이한위 하미혜 남윤정 이선용 이일웅 안병경 한정국 김준모 김시원 유식 이은경 박유승 김경웅 김태형                                                                       |              |                  |
| 487화 | 10월 24일 | 법과 사랑               | 성위환        | 성준기 | 이영범 조민수 윤영주 신용규 천수현 이문환 안대용 전원주 양영준 방숙례 이배국 박인서 김경응 박혜경 장행섭 오영순 이원직                                                              |              |                  |
| 488화 | 10월 31일 | 할머니의 남자           | 박예랑        | 이강현 | 김소원 이낙훈 허진 이문환 김보미 신동훈 최란 임성원 김지영 고아라 이용진 이원직 임미경                                                                                              |              |                  |
| 489화 | 11월 7일  | 어느 사랑의 광시곡      | 양지은        | 이달현 | 허윤정 조재현 최성준 이규준 노현희 김준모 윤아 김수연 강소우 |              |                  |
| 490화 | 11월 14일 | 가을 비 우산 속         | 조연경        | 오동석 | 이효춘 민욱 김기섭 조옥희 김동주 권기선 서영애 방숙례 김종구 김상용 박유승 오영순 이원직 강신조 김남호 이광수                                                                       |              |                  |
| 491화 | 11월 21일 | 남편 길들이기           | 이미숙        | 신현수 | 김세준 김현아 송재호 정재순 이일웅 이주실 신종섭 이한나 신동훈 서미애 조정국 오혜경 김동석 윤정빈 최연수 김선화 김태형                                                              |              |                  |
| 492화 | 11월 28일 | 한 마리 작은 새         | 김준일        | 김종식 | 김성겸 엄유신 안승훈 김진만 이주희 강미 이원발 조명연 최상길 최석호 김성환 오경은 이규봉                                                                                            |              |                  |
| 493화 | 12월 5일  | 유혹                    | 김혜정        | 정을영 | 김주승 신윤정 이상숙 김일란 이선용 여운국 문윤선 유정연 |              |                  |
| 494화 | 12월 12일 | 12월 12일생             | 김수정        | 전세권 | 박순애 송영창 홍유진 추영미 안해숙 강만희 오기환 강미 이승찬 김태형 유정연 김현수 이정재 김은지 박태민 최희아 이철희 남미선                                                         |              |                  |
| 495화 | 12월 19일 | 이별 후에야             | 홍외준        | 신현수 | 최연수 태민영 최란 김형자 최호진 이혜근 김성환 고희준 최지영 이규석 김태후 |              |                  |
| 496화 | 12월 26일 | 여자 그리고 남자        | 이수재        | 이강현 | 박현숙 박진성 민욱 조은덕 안대용 하미혜 김동완 홍영자 김미영 김동석 배도환 이원직 오지영 박윤선 신소민 서기철 박지상 김한나                                                         |              |                  |

#### 1994년
| 회차  | 방송일    | 제목                       | 극본          | 연출   | 출연자 | 영상(풀버전) | 비고               |
| ----- | --------- | -------------------------- | ------------- | ------ | --- | ------------ | ------------------ |
| 497화 | 1월 2일   | 결혼추진위원회             | 박지현        | 전성홍 | 이한수 김세준 권재희 김동우 곽근아 박건식 서미애 김대환 변성현 |              |                    |
| 498화 | 1월 9일   | 시어머니의 남편            | 김정          | 신현수 | 안효진 이청 정영숙 서승현 전운 노경주 송희남 남성식 백경미 윤성은 김경응 |              |                    |
| 499화 | 1월 16일  | 자살여행                   | 김수정        | 전세권 | 오미희 조재현 오기환 곽정희 홍륜의 서미애 이경실 권병준 배도환 이원직 김원배 박유승 최석준 진운성 오영순 박성찬 김태형 이승찬 윤봉원 김민우                                                                  |              |                    |
| 500화 | 1월 23일  | 사랑이라는 이름의 전쟁     | 주은희        | 이민홍 | 윤예희 이영범 김석옥 허현호 정복임 김홍석 서영애 오승명 조명남 한규희 김상용 이원직 김원배 김태형 진운성 최상길 박유승 이재연 김현성 강재승 박상연                                                           |              |                    |
| 501화 | 1월 30일  | 처음이자 마지막인 행복     | 박예랑        | 이강현 | 박주아 이신재 백준기 최란 차기환 윤영주 양영준 송희남 안영주 유명순 이효정 장행섭 김세원 심미경 이주영 최보연 문하늘                                                                                         |              |                    |
| 502화 | 2월 6일   | 사랑을 위한 몇 가지 변명   | 조연경 이경미 | 전성홍 | 전광렬 차주옥 장서희 곽근아 양영준 사미자 박칠용 곽정희 김경희 김하균 |              |                    |
| 503화 | 2월 13일  | 있는 딸, 없는 아들         | 윤정미        | 신현수 | 강남길 노현희 김성겸 이주실 신수강 이신재 이한위 오영순 |              |                    |
| 504화 | 2월 20일  | 폭설경보                   | 성위환        | 이달현 | 정운용 남윤정 권혁호 윤유선 서영진 이종길 양재원 정재은 박태민 진운성 이원직 이제연 오영순 전은미 |              |                    |
| 505화 | 2월 27일  | 약속                       | 김시빈        | 김용규 | 김미희 이영진 정현 이정일 조한희 최윤영 강승원 박현 이경실 유복녀 김우삼 채봉심 김옥만 김수흥 김수희 |              |                    |
| 506화 | 3월 6일   | 새벽의 그림자              | 김수정        | 전세권 | 하미혜 김흥기 예명숙 신수강 강미 김복희 박현정 이제신 허길자 오기환 홍륜의 서창호 진운성 서미애 이경실 김선화 오영순 김현지 문혁 김석태 조현아 강영한 박유호                                                 |              |                    |
| 507화 | 3월 13일  | 여의사 남간호사            | 송정숙        | 박영주 | 금보라 이정훈 김성원 문용민 서갑숙 유퉁 권은아 김하림 박칠용 이원종 박태민 김지영 박예숙 박현정 김동완 강신조 김찬희 이주영                                                                                  |              |                    |
| 508화 | 3월 20일  | 영원한 쥬리엣              | 김혜린        | 전성홍 | 김해숙 서학 김윤경 임혁주 김지영 박상규 조양자 맹호림 박건식 박해상 이효정 강덕미 김대환 김하균 최건호 이재연 박유승 김경응 김태형 오영순 이주화 전소희                                                      |              |                    |
| 509화 | 3월 27일  | 당신의 웨딩드레스          | 이미숙        | 신현수 | 오미연 한인수 김현주 이혜근 정순례 이미경 원유재 김석태 송희남 류복녀 최연수 김원배 명정옥 손보경 김선화 |              |                    |
| 510화 | 4월 3일   | 립스틱과 라이타            | 최호연        | 윤석호 | 김승환 박현숙 이한위 권혁호 한경선 윤영주 강미 강민아 이영재 이경실 정미숙 박혜경 오영순 김현성 전현수 |              |                    |
| 511화 | 4월 10일  | 곳에 따라 비               | 김수정        | 전세권 | 홍유진 강만희 오지영 배윤진 김복희 김동주 김종결 허길자 노현희 임호 문수인 오경은 이은경 조현아 |              |                    |
| 512화 | 4월 17일  | 며느리는 어려워            | 송정숙        | 박영주 | 김진해 김금용 정형기 이일웅 서우림 임혁주 장정희 최란 배도환 김원배 강신조 정미숙 김주리 유제선 조원장 |              |                    |
| 513화 | 4월 24일  | 또 다른 아침               | 김혜린        | 전성홍 | 박순천 송영창 이미경 김지영 이정웅 송석호 김하균 손현주 윤영주 김대환 이은경 김선화 오영순 명정옥 심미경 이재연 정미정                                                                                       |              |                    |
| 514화 | 5월 1일   | 간이역                     | 윤영수        | 김종선 | 변희봉 김명수 김봉근 강영아 김지영 이동신 하대경 이영재 박현 배도환 진운성 최상길 김태형 이주화 박유승 박윤선 신소민 김광영 김성환 오영순 오경은 이대원                                                      |              |                    |
| 515화 | 5월 8일   | 친자확인                   | 김수정        | 전세권 | 박정수 서학 정승호 박윤정 최상훈 문창길 오기환 김희진 강만희 반석진 정운용 김복희 차기환 김원배 이승찬 강신조 박윤선 박진훈                                                                                  |              |                    |
| 516화 | 5월 15일  | 오늘의 운세                | 김오민        | 노윤갑 | 김규철 윤유선 최란 임종순 김하균 홍륜의 김종결 이원발 양영준 엄수진 권혁호 이화영 맹호림 김대환 정진화 이재연 김현성 유정연 박혜경 김태형 강신조 김영희                                                      |              |                    |
| 517화 | 5월 22일  | 연극이 끝나고 난 뒤        | 황순영        | 이성연 | 김영철 허윤정 문창길 한혜경 송석호 최용욱 차기환 이영재 |              |                    |
| 518화 | 5월 29일  | 두 남자 이야기             | 김항명        | 정영철 | 사미자 최석구 신용규 이미나 임영식 유명순 이영재 강민석 박유승 강신조 최상길 오경은 김선화 김주영 |              |                    |
| 519화 | 6월 5일   | 헛기침과 코웃음            | 윤영수        | 김종선 | 김진태 이광기 이신재 정영숙 장희진 하대경 진운성 이주화 유복녀 이경실 김원배 최상길 |              |                    |
| 520화 | 6월 12일  | 아버지의 노트 한 권        | 장정선        | 전세권 | 박병호 양금석 태민영 곽경환 곽정희 유복녀 강영하 홍륜의 김덕현 박태민 안정민 |              |                    |
| 521화 | 6월 19일  | 창밖의 세상                | 김오민        | 노윤갑 | 류용진 이경아 서승현 김지영 한현배 강미 김옥만 정진화 이원발 장영주 김대환 오성열 서미애 진운성 박유승 강신조 김경응 김태형 이재연 김성환 한태희                                                             |              |                    |
| 522화 | 6월 26일  | 비오는 날의 방문객         | 박경          | 이성연 | 김지영 유퉁 홍영자 한혜경 황순덕 오지영 배도환 김원배 |              |                    |
| 523화 | 7월 3일   | 정육점 은내                | 최민수        | 전기상 | 박순천 조옥희 서승현 박준규 서학 권혁호 윤영주 손현주 박하늬 |              |                    |
| 524화 | 7월 10일  | 클레멘타인의 연가          | 김영애        | 정영철 | 이신재 사미자 노경주 정호근 윤유선 강인기 박칠용 하대경 김시원 이필수 최용욱 오진수 이원직 김주영 |              |                    |
| 525화 | 7월 17일  | 친애하는 남성 여러분       | 문경심        | 김종선 | 이희도 송나영 이미경 이원발 강인기 이기철 박건식 김원배 이주화 진운성 김광영 한태희 |              |                    |
| 526화 | 7월 24일  | 편도 티켓                  | 김수정        | 전세권 | 곽근아 명로진 이주실 김형자 심양홍 노현희 오기환 허길자 박유승 심미경 오영순 신소민 배도환 박지윤 이의국 |              |                    |
| 527화 | 7월 31일  | 거기 누구 없소             | 서희정        | 노윤갑 | 정승규 김영옥 이영후 남윤정 박혜경 이원종 이한승 정동남 김성찬 권성영 정두홍 김주영 김용희 강민석 원신연 |              | 오프닝 타이틀 교체 |
| 528화 | 8월 7일   | 한별이의 빈방              | 지상학        | 정영철 | 이문환 안해숙 이동준 박영목 임병기 고희준 김경하 홍승일 이영재 이필수 김하균 배도환 강민석 강신조 변성현 변상연 나희정                                                                                       |              | [ 2 ]              |
| 529화 | 8월 14일  | 며느리가 예쁘다구요?       | 송정숙        | 박영주 | 선우용녀 이영후 강인기 김은주 이광기 정재순 권미혜 |              |                    |
| 530화 | 8월 21일  | 사랑 17과 1/2              | 박남주        | 전기상 | 김영희 선우재덕 한인수 오미연 신소민 이궁희 이진주 김정우 |              |                    |
| 531화 | 8월 28일  | 그 여름의 변주곡           | 강외숙        | 김종선 | 양미경 태민영 신구 오지영 차기환 김하균 이동신 정미숙 곽정희 박유승 |              |                    |
| 532화 | 9월 4일   | 흐린 날의 기억             | 김수정        | 전세권 | 하미혜 김영철 김태희 연운경 김복희 이주실 오기환 홍륜의 서미애 최보연 윤영희 |              |                    |
| 533화 | 9월 11일  | 아버지와 아들              | 김지수        | 정영철 | 백준기 정태우 김성겸 홍영자 하대경 김시원 박건식 임영식 이일랑 송복철 서모란 이승민 |              |                    |
| 534화 | 9월 18일  | 내사랑 미쉘                | 김인영        | 박영주 | 이지은 반효정 김청 임혁주 김정균 이상해 오성열 황선정 주수정 서미애 김원배 최상길 정수계 이은주 이나리 조민경 임은지                                                                                         |              |                    |
| 535화 | 9월 25일  | 사랑 훔치기                | 도순아        | 전기상 | 김나운 윤다훈 이일웅 장미자 양영준 정미숙 성지은 정수계 이승우 |              |                    |
| 536화 | 10월 2일  | 이브의 반란                | 임영란        | 김종선 | 이상아 이청 사미자 김지영 맹호림 손현주 문수인 진운성 최상길 |              |                    |
| 537화 | 10월 9일  | 여름 지나 겨울             | 김수정        | 전세권 | 양금석 박성찬 이정재 조하문 진운성 강태식 김경응 정미숙 박유승 정수계 이은주 (※ 특별출연 : 손범수 윤천금 전인권 한상원 민재현 이건태)                                                                        |              |                    |
| 538화 | 10월 16일 | 내가 만약 사랑에 빠진다면  | 박현경        | 곽기원 | 엄정화 최성준 이근희 박근숙 손현주 김성희 강신조 양미경 (※ 특별출연 : 백일섭 남포동 오연수) |              |                    |
| 539화 | 10월 23일 | 베일 속의 여자             | 윤선주        | 박영주 | 나현희 오미희 김형자 김세준 장기용 이한나 박현정 봉혜선 김용태 서미애 배도환 윤아 김성환 김정국 김경란 윤손하 정수계 양혜진 이한갈 장세웅 윤인호 안재홍 김남이                                               |              |                    |
| 540화 | 10월 30일 | 저녁 놀 풍경               | 이송정        | 이재영 | 신귀식 서희자 최상훈 서영애 권기선 권재희 이종남 박준규 김지예 고동훈 최은진 |              |                    |
| 541화 | 11월 6일  | 거인의 꿈                  | 장정선        | 전세권 | 주호성 하미혜 김흥기 곽정희 이계영 배도환 김하균 이채후 이우석 서미애 이은주 김형수 김현지 |              |                    |
| 542화 | 11월 13일 | 가을은 오렌지처럼 파랗다   | 이수진        | 김용규 | 오현정 손현주 김성원 정재순 남영진 김정아 박현 김원배 손종범 이배국 양재원 황덕재 함석훈 이재연 조은덕 김현성 이효원                                                                                         |              |                    |
| 543화 | 11월 20일 | 남자는 여자하기 나름이래요 | 황석연        | 곽기원 | 이일화 이청 이경아 윤아 김주영 정수계 |              |                    |
| 544화 | 11월 27일 | 사랑은 블랙커피처럼        | 김혜정        | 이성주 | 전혜진 이종원 신구 최은숙 김명수 문창길 이미경 배도환 양재원 정미숙 김광영 이우석 이은주 |              |                    |
| 545화 | 12월 4일  | 쌍꺼풀                     | 김인영        | 박영주 | 강민경 윤진영 정욱 허진 함석훈 이경실 최호진 정수계 임혁주 이한위 이기철 배도환 박인서 양혜진 황선정 이선용 김효원 오성열 진운성 주수정 김하균 오영순 (특별출연 : 유열 김병찬 앙투안 플랑셰 도미니크 드두아) |              |                    |
| 546화 | 12월 11일 | 어느 날 갑자기             | 석경혜        | 이재영 | 엄정화 노현희 김일우 박준규 박주아 봉혜선 고희준 김수연 이한위 김원배 이우석 이은주 |              |                    |
| 547화 | 12월 18일 | 1994, 서울 고려장          | 홍영희        | 전성홍 | 김지영 박순천 태민영 유명순 연운경 김대환 이재연 이우석 이채후 신동일 이은주 이범준 |              |                    |
| 548화 | 12월 25일 | 겨울의 끝                  | 김지수        | 류시형 | 신구 윤승원 김찬희 최상일 임영식 임병기 봉혜선 강재일 김지예 김배근 한유림 |              |                    |

### 1990년대 후반

#### 1995년
| 회차  | 방송일    | 제목                         | 극본   | 연출   | 출연자 | 영상(풀버전) | 비고 |
| ----- | --------- | ---------------------------- | ------ | ------ | --- | ------------ | --- |
| 549화 | 1월 8일   | 결혼이 아름다운 몇 가지 이유 | 조연경 | 전세권 | 김현아 윤다훈 오미희 홍륜의 곽정희 조은덕 김종결 오기환 진운성 강태식 (특별출연 : 이상벽 정은아) |              | |
| 550화 | 1월 15일  | 나의 귀여운 등장인물         | 황석연 | 이성주 | 김규철 오현정 윤예희 정호근 김인득 오성열 문명권 이채후 김서형 정수계 주슬기 |              | |
| 551화 | 1월 22일  | 미시가족                     | 송정숙 | 박영주 | 김용건 김영란 이낙훈 박주아 고정일 차효림 윤영무 나희정 장희진 노영화 박상규 한경선 박현정 이숙 조재훈 이한위 이은주 이우석                                                                                             |              | |
| 552화 | 1월 29일  | 두 개의 브로치               | 김혜린 | 전성홍 | 신귀식 정영숙 김지영 최은숙 김기섭 이채후 안해숙 박진성 박건식 한범희 박혜경 김대환 곽근아 김하균 이재연 이우석 이채후 신동일 김서형 이진경                                                                             |              | |
| 553화 | 2월 5일   | 빛나의 청춘                  | 허현미 | 이재영 | 권기선 이미경 강경아 고희준 김애경 이병철 손현주 | 미공개       | |
| 554화 | 2월 12일  | 시간 가두기                  | 김수정 | 전세권 | 정운용 노현희 임혁주 홍륜의 강신조 이우석 오지영 이정재 허길자 오기환 백성현 |              | |
| 555화 | 2월 19일  | 운명이라는 커플              | 김혜정 | 이성주 | 김명수 김현아 여운계 나문희 김인륜 이동신 이미경 윤영주 이한위 |              | |
| 556화 | 2월 26일  | 불란서 영화처럼              | 최호연 | 윤석호 | 옥소리 하재영 금보라 박현 김하균 박영숙 정미정 안재홍 (특별출연 : 이익선) |              | |
| 557화 | 3월 5일   | 복수                         | 이흥주 | 박영주 | 임혁주 이덕희 명로진 최강원 송종원 윤용덕 최동균 조은덕 김하균 박현 강신조 손종범 홍성찬 손윤아 (※ 무술지도 : 김백수)                                                                                                   |              | |
| 558화 | 3월 12일  | 남과 여                      | 김혜린 | 전성홍 | 김나운 박상규 윤예희 임찬호 김하균 이재연 허윤정 송영창 정미숙 황덕재 박칠용 이우석 이은주 신동일 이채후 |              | |
| 559화 | 3월 19일  | 늪                           | 이명화 | 이재영 | 김미현 박진성 김미라 나문희 서지희 황범식 임병기 손종범 강신조 문미봉 최상길 |              | |
| 560화 | 3월 26일  | 가장 행복하게 잠 깨는 남자   | 조연경 | 전세권 | 윤다훈 이경애 김종결 유병준 이수미 신동일 김지영 배도환 박창희 |              | |
| 561화 | 4월 2일   | 효자 구합니다                | 김지요 | 이덕건 | 권오현 홍성민 최정훈 서권순 문미봉 서모란 김선영 엄수진 고희준 송종원 김동완 장영주 이한위 유태술 김하균 이원직 이우석                                                                                                  |              | |
| 562화 | 4월 9일   | 알파와 오메가                | 이수진 | 이성연 | 신구 이승신 이치우 정명환 이문환 서상익 조은덕 명로진 황덕재 이영재 오성열 김경응 이창욱 박소연 |              | |
| 563화 | 4월 16일  | 삐삐와 핸드폰                | 최호연 | 윤석호 | 김승환 박현숙 사미자 이한위 진운성 문수진 권혁호 이우석 정수계 |              | |
| 564화 | 4월 23일  | 피로회복제 한 병             | 허현미 | 이재영 | 이지형 우연희 정승호 경인선 오지영 명정옥 기정수 유병준 봉혜선 이경실 함석훈 강민석 최석호 이화규 |              | |
| 565화 | 4월 30일  | 강남달이 밝아서              | 홍외준 | 김상기 | 김영옥 반효정 허진 서학 권재희 봉혜선 장서희 김경응 박민아 신소민 |              | |
| 566화 | 5월 7일   | 레테의 강 저편               | 조연경 | 전세권 | 임혁주 나영희 이경진 박칠용 노경주 고희준 박정민 이정재 |              | |
| 567화 | 5월 14일  | 쿠키맨                       | 오수연 | 오동석 | 이지형 박선영 김태형 손종범 정의갑 이병춘 오영순 서학 이청 문수인 유루나 정수계 송희남 |              | |
| 568화 | 5월 21일  | 배꽃                         | 윤묘희 | 이상우 | 신신애 김자옥 박소라 정운용 노영국 박영귀 봉혜선 배미자 윤초희 이제신 김연진 오경은 김다영 |              | |
| 569화 | 5월 28일  | 결혼 케잌, 이혼 케잌         | 이경미 | 고영탁 | 김동현 김영란 전무송 김동주 윤연경 허정규 김광영 손꽃잎 박명석 한경선 조재훈 진운성 강영하 |              | |
| 570화 | 6월 4일   | 병아리                       | 황순영 | 이재영 | 나문희 김선우 이한위 윤영주 변희봉 이종남 김복희 서영애 유순철 오영순 임윤진 |              | |
| 571화 | 6월 11일  | 거북이, 악어, 모짜르트       | 조연경 | 김상기 | 맹상훈 김서라 김정우 최강원 안영주 신수강 이숙 이영자 윤성국 서창호 윤아 류세호 |              | |
| 572화 | 6월 18일  | 이별하는 여섯 단계           | 오수연 | 전기상 | 배용준 전도연 박현 이기철 박칠용 김하균 전진아 김원배 최재원 이인근 박현정 차태현 |              | |
| 573화 | 7월 2일   | 내가 있는 풍경               | 강성희 | 이성주 | 차광수 박혜숙 이덕희 노영국 오승명 유순철 박종설 한정국 오성열 김원배 황선정 민홍기 김인순 신동일 이은주 방혜영 김영주 이정                                                                                             |              | |
| 574화 | 7월 9일   | 아빠는 조감독                | 이인   | 김영진 | 하희라 조재현 김인문 이신재 안승훈 김대환 김한섭 | 미공개       | |
| 575화 | 7월 16일  | 민우 대 민우                 | 이경미 | 고영탁 | 이민우 김소연 송재호 오미연 이윤수 허정규 김주영 이한위 김서형 하다솜 |              | |
| 576화 | 7월 23일  | 마누라 찾아가기              | 황순영 | 이재영 | 김형자 이병철 손현주 윤아 강영아 이지형 이한위 한범희 유명순 박유승 강신조 |              | |
| 577화 | 8월 6일   | 두자의 어떤 이름             | 최민수 | 이달현 | 이휘향 김소연 박영목 안광진 양형욱 백경미 박현정 봉혜선 서영진 임영식 윤진호 함석훈 이종길 |              | 《미스터리 멜로》에서 20화 아니면 그 이후 <이휘향의...>란 제목을 통해 이휘향을 주인공으로(<드라마게임>과는 전혀 다른 타이틀) 4부씩 제작,방영할 예정이었으나 《미스터리 멜로》가 19화 <김혜리의 부러진 날개>를 끝으로 외부 압력에 맞춰 강제-종영 폐지시킴으로써 최종 무산됐으며 이 때문에 단막극 형식으로 전체를 핵심부분들만 간추려 요약하여 수정했고 변형시켜 해당 제목(두자의 어떤 여름)으로 <드라마게임>에서 방송함 |
| 578화 | 8월 13일  | 위험한 유혹                  | 조연경 | 김상기 | 서갑숙 최상훈 이상숙 사미자 서영애 홍륜의 유태술 유현지 |              | 《미스터리 멜로》에서 20화 아니면 그 이후 <서갑숙의...>란 제목을 통해 서갑숙을 주인공으로(<드라마게임>과는 전혀 다른 타이틀) 4부씩 제작,방영할 예정이었으나 《미스터리 멜로》가 19화 <김혜리의 부러진 날개>를 끝으로 외부 압력에 맞춰 강제-종영 폐지시킴으로써 최종 무산됐으며 이 때문에 단막극 형식으로 전체를 핵심부분들만 간추려 요약하여 수정했고 변형시켜 해당 제목(위험한 유혹)으로 <드라마게임>에서 방송함      |
| 579화 | 8월 20일  | 동화 속에 갇힌 아이          | 김혜란 | 전기상 | 이정윤 이지형 김나운 박현 강영하 김경응 유진희 방혜영 조수진 안재홍 |              | |
| 580화 | 8월 27일  | 아빠와 연인                  | 김혜정 | 이성주 | 송채환 김명수 김진태 정영숙 김형자 하대경 임세미 박현정 |              | |
| 581화 | 9월 3일   | 뺑덕 어미를 위하여           | 성위환 | 김영진 | 전원주 신혜수 신귀식 이신재 박예숙 김하림 이형철 이경아 이원직 허길자 유순철 이원발 정선일 김혜나 한소현 김정희 이찬교                                                                                                  |              | |
| 582화 | 9월 10일  | 야채식빵 굽는 남자           | 정유경 | 고영탁 | 김창완 서갑숙 김동수 하다솜 권병길 유명순 박인서 한경선 박유승 노영국 이일화 유진희 |              | |
| 583화 | 9월 17일  | 침대 이야기                  | 김주현 | 김명욱 | 이정윤 윤다훈 박현숙 반효정 김영옥 신신애 배도환 김태형 이지형 남일우 김서형 김하균 남포동 (특별 출연: 배동성) |              | |
| 584화 | 9월 24일  | 복권 한 장                   | 성위환 | 이달현 | 최재원 강미 임경옥 정의갑 김지영 박웅 차기환 정재순 오성렬 오영갑 안형식 이종길 안광진 한현배 조정국 이영호 박태민 윤정빈 이기철 이수민 공정민                                                                          |              | |
| 584화 | 9월 24일  | 복권 한 장                   | 김지민 | 이달현 | 최재원 강미 임경옥 정의갑 김지영 박웅 차기환 정재순 오성렬 오영갑 안형식 이종길 안광진 한현배 조정국 이영호 박태민 윤정빈 이기철 이수민 공정민                                                                          |              | |
| 585화 | 10월 1일  | 다시 사랑으로                | 김진옥 | 이성주 | 김상중 강신조 김현아 양택조 한혜숙 임종국 박종설 이미경 김용선 한범희 김효정 |              | |
| 586화 | 10월 8일  | 점분이                       | 이미혜 | 김상기 | 전미선 신신애 박영귀 양택조 장정희 맹상훈 이한수 유태술 안영주 정대홍 윤성국 권병준 김원배 김영식 박인서 류복녀 서창호 최영준 남정희 최강원                                                                             |              | |
| 587화 | 10월 15일 | 아주 특별한 하루             | 박경   | 김영진 | 김용림 이원종 정선일 김형자 김나운 곽정희 정의갑 장희진 박종설 신수강 김현석 조양자 김광일 오영순 김복희 이원직 허길자 차주옥 남포동 김정은 이상효                                                                      |              | |
| 588화 | 10월 22일 | 등 떼밀린 남자               | 심응찬 | 고영탁 | 손현주 길용우 연규진 맹상훈 이청 이경영 하대경 김경하 이종남 이일화 박용식 강진혁 |              | |
| 589화 | 10월 29일 | 신들의 황혼                  | 홍순목 | 홍성덕 | 박승호 강신조 신성호 박유승 박칠용 김병기 김혜리 김영기 김기복 이일재 함석훈 김흥기 김진혜 박민아 이한승 이재연 기정수 허진 김경응 박상조 김광영 김영인 이경실 이기철 유식 임병기 이채우 성은 (특별출연: 허윤정 성진우) | · (1부)      | 2부 연속 방송 |
| 589화 | 10월 29일 | 신들의 황혼                  | 홍순목 | 홍성덕 | 박승호 강신조 신성호 박유승 박칠용 김병기 김혜리 김영기 김기복 이일재 함석훈 김흥기 김진혜 박민아 이한승 이재연 기정수 허진 김경응 박상조 김광영 김영인 이경실 이기철 유식 임병기 이채우 성은 (특별출연: 허윤정 성진우) | · (2부)      | 2부 연속 방송 |
| 590화 | 11월 5일  | 마누라의 경고                | 윤형운 | 김명욱 | 이희도 홍진희 김덕현 정의갑 안영주 서미애 윤예희 류복녀 최우혁 오혜정 |              | |
| 591화 | 11월 12일 | 그녀가 결혼 안 한 이유       | 이경미 | 이달현 | 이영애 박철 배도환 함석훈 김광영 신소민 김현석 강민석 이종길 남윤정 |              | |
| 592화 | 11월 19일 | 비교적 화려한 데뷔           | 석경혜 | 정성효 | 김진태 김현아 최성준 권혁호 이상숙 서갑숙 이병철 신동일 조명연 진운성 최상길 김태형 이원직 이채후 방혜영 박진형 (특별 출연: 유동근)                                                                                     |              | |
| 593화 | 11월 26일 | 당신에게 일어날 수 있는 일   | 이금림 | 이성주 | 김영옥 홍성민 장영주 김광영 정동환 김영애 하대경 박인선 김원배 홍정욱 |              | |
| 594화 | 12월 3일  | 우리는 지금 바다로 간다      | 홍영희 | 김상기 | 김청 김덕현 홍여진 유혜리 양재원 유태술 서창호 기정수 장기용 김광영 김성일 최상일 김대환 김수연 |              | |
| 595화 | 12월 10일 | 3일간의 동거                 | 박정주 | 김영진 | 김영옥 곽정희 한정국 조재현 조민수 김효원 조준형 박종설 박현정 윤아 이원직 허길자 최성준 김충원 강진혁 |              | |
| 596화 | 12월 17일 | 악녀탄생                     | 윤형운 | 신현수 | 손현주 김나운 전미선 이세창 권미혜 강수영 이규준 박영숙 함석훈 양동혁 김지영 김은영 장행섭 김정연 |              | |
| 597화 | 12월 24일 | 셔터맨, 슈퍼맨, 비디오맨     | 김인영 | 어수선 | 김규철 박현숙 조재현 이원직 박유승 김형자 정의갑 신윤정 진운성 윤다훈 박건식 하다솜 이미경 김원배 이기철 유복녀 배도환                                                                                                  |              | |

#### 1996년
| 회차  | 방송일    | 제목                                          | 극본   | 연출   | 출연자 | 영상(풀버전) | 비고                     |
| ----- | --------- | --------------------------------------------- | ------ | ------ | --- | ------------ | ------------------------ |
| 598화 | 1월 7일   | 귀여운 여자                                   | 황순영 | 고영탁 | 박인환 김애경 박유승 백수련 전원주 손종범 장인환 송나영 이우석 박세준 하다솜 김원배 이경실 김지영 이경희 오미연 송재호 |              |                          |
| 599화 | 1월 14일  | 서른 아홉과 마흔 사이                         | 이유선 | 김명욱 | 김자옥 김동주 김혜옥 남성훈 연규진 한정국 오미란 주호성 곽정희 이제신 차영옥 김덕현 박인서 정의갑 박루시아 박준수 장희진 |              |                          |
| 600화 | 1월 21일  | 아빠와 영혼                                   | 구선경 | 이덕건 | 서인석 이휘향 최상훈 강인덕 맹상훈 김보미 장인환 고희준 유태술 조하나 손보영 조준형 오수경 이대원 윤동원 | · (1부)      | 600회 특집 2부 연속 방송 |
| 600화 | 1월 21일  | 아빠와 영혼                                   | 구선경 | 이덕건 | 서인석 이휘향 최상훈 강인덕 맹상훈 김보미 장인환 고희준 유태술 조하나 손보영 조준형 오수경 이대원 윤동원 | · (2부)      | 600회 특집 2부 연속 방송 |
| 601화 | 1월 28일  | 이 여자의 수요일                              | 석경혜 | 정성효 | 이혜숙 임대호 정동환 방혜영 권혁호 고희준 김승환 김수연 홍경희 김가영 |              |                          |
| 602화 | 2월 4일   | 붕어빵에는 붕어가 있다                        | 이홍주 | 김상기 | 신신애 이호재 이민호 안형식 권병준 진희진 조준형 송종원 최종원 김정균 양택조 문홍식 전형구 |              |                          |
| 603화 | 2월 11일  | 컴백홈                                        | 황순영 | 신현수 | 김소연 박성희 오욱철 장항선 사미자 김형자 김병기 김동석 정재순 서갑숙 강영하 박웅 조인경 하환근 |              |                          |
| 604화 | 2월 18일  | 귀거래사                                      | 심응찬 | 이상우 | 홍성민 반효정 최상훈 배도환 맹호림 금보라 김주영 장영주 유태술 이종만 김기진 이한승 김상훈 손호균 김선영 김은혜 김푸름 |              |                          |
| 605화 | 2월 25일  | 사랑전선 북상중                               | 강성희 | 어수선 | 박철 조재현 서미애 김지영 진운성 이낙훈 최상길 신소민 옥소리 김하림 이미경 김원배 정혜정 이원직 박유승 |              |                          |
| 606화 | 3월 3일   | 선글라스를 낀 1004                            | 김주현 | 김명욱 | 이혜영 박재훈 김덕현 정의갑 정진 이용진 정진화 김하림 김성희 김진오 윤성국 조성규 권병준 조재훈 백인철 이정호 이지환 |              |                          |
| 607화 | 3월 10일  | 순만 씨의 춘몽                                | 구선경 | 정성효 | 박준규 주호성 장인환 김지영 최은숙 박민아 최명수 임영식 백찬기 김창봉 강영아 김원배 백경미 김미라 이원직 이기영 이민호 |              |                          |
| 608화 | 3월 17일  | 쌍권총 찬 사나이                              | 황순영 | 김상기 | 정명환 서권순 윤순홍 남정희 양택조 진운성 양재원 류복녀 강민석 경인선 안형식 조정국 서영애 이효정 이영자 김창환 |              |                          |
| 609화 | 3월 24일  | 나도 가끔 아내를 바꾸고 싶다                  | 양경아 | 임기준 | 김일우 이경심 최석구 김태형 안병경 김은숙 박상만 서상익 홍성민 진운성 이경희 임용석 임유 |              |                          |
| 610화 | 3월 31일  | 살과의 전쟁                                   | 황순영 | 신현수 | 방실이 백준기 서승현 윤영주 조수진 고희준 권오현 김성근 김하균 이현실 서미애 조하나 박영숙 백경미 윤진영 한보람 정용희 최한나 김흥국                                                                                          |              |                          |
| 611화 | 4월 7일   | 현금에 손대지 마라                            | 이흥주 | 어수선 | 손현주 차태현 진운성 채림 이원직 김광일 조성규 이경실 류복녀 송종원 남포동 신재명 심재원 박영민 김범석 채수암 |              |                          |
| 612화 | 4월 14일  | 세 여자의 어떤 하룻밤                         | 김미희 | 김명욱 | 이원발 정의갑 김지영 남능미 봉혜선 정명환 이병춘 경인선 김창봉 권병준 임세미 하재영 김지예 임영식 김성수 강은정 김수근 |              |                          |
| 613화 | 4월 21일  | 돈가방 블루스                                 | 석경혜 | 정성효 | 최종원 전원주 김일우 김지영 김덕현 이만성 박해상 박상조 신동일 윤손하 |              |                          |
| 614화 | 4월 28일  | 짧은 사랑의 기록                              | 이경미 | 전성홍 | 신혜수 한범희 명로진 안혜숙 문창길 김보미 김하균 노영화 이경실 강영하 박영숙 박유승 이재연 주수정 박혜경 이우석 이은주 박현정 한승연 정태우 김석태 이응준 서정수                                                              |              |                          |
| 615화 | 5월 5일   | 수니                                          | 양경아 | 임기준 | 김자옥 이수향 박철 임성민 안병경 김동석 배미자 김명희 김은숙 김정아 안대용 김명희 허명자 임용석 권신혜 김윤희 윤가은 정성 |              |                          |
| 616화 | 5월 12일  | 나, 서른살의 일상                             | 이흥주 | 박영주 | 박찬환 천호진 배도환 박현숙 이동신 이한위 윤예희 이준우 남주희 김미성 박태민 이상민 이용태 박현숙 이주현 유혜리 |              |                          |
| 617화 | 5월 19일  | LA에서 온 로즈 장                             | 김영나 | 신현수 | 박혜숙 전미선 이동신 서권순 이미경 안성민 김동석 신귀식 박민아 서지희 배영철 서지희 류슬 |              |                          |
| 618화 | 5월 26일  | 길 위에 집을 짓다                             | 허현미 | 어수선 | 나영희 이희도 사미자 박현숙 김형자 권익규 이우석 장영주 이원직 강영하 진운성 장영 |              |                          |
| 619화 | 6월 2일   | 석세스 클럽에 간 사나이                       | 김경미 | 김명욱 | 김정균 이아현 문수진 김진태 김덕현 최창화 김보미 권병길 황석규 양택조 |              |                          |
| 620화 | 6월 9일   | 보이지 않는 사랑                              | 김길화 | 정성효 | 배도환 김하균 선우재덕 차기환 이준우 최정훈 박현 김미현 이경실 강경헌 김여랑 이상민 강민경 권소정 이용태 김숙미 (해설: 강희선)                                                                                                |              |                          |
| 621화 | 6월 16일  | 당신과 마지막 춤을                            | 김경미 | 김영진 | 송재호 허정규 백수련 류현경 박선영 김인태 유원일 김미성 김현정 이상민 황석규 이재식 윤지숙 한소현 전주 |              |                          |
| 622화 | 6월 23일  | 어떤 귀가                                     | 허현미 | 임기준 | 주호성 최주봉 서미애 노현희 이한위 정재순 서갑숙 이진숙 임영식 신소미 신종섭 박혜경 김은숙 이기철 정운용 이경희 신애 |              | [ 5 ]                    |
| 623화 | 6월 30일  | 아들과 연인                                   | 양경아 | 신현수 | 최강희 김혜옥 서인석 류재필 김동석 강지우 이영호 윤영주 고희준 강용석 |              |                          |
| 624화 | 7월 7일   | 끝없는 아리아                                 | 김운경 | 정영철 | 김규철 유원일 박칠용 김나운 이한위 송영창 김주호 이우석 김시원 이신재 하다솜 이영재 유명자 김여랑 이상민 이원직 최창화 박현숙 유명순 백진아 김동찬                                                                            |              |                          |
| 625화 | 7월 14일  | 남자만 여자를 귀찮게 하냐?                    | 김주현 | 어수선 | 손현주 장인환 양택조 윤유선 진운성 김주호 신수강 최건호 김성희 조성규 이경실 이상민 류복녀 이원직 강영하 김지영 |              |                          |
| 626화 | 7월 21일  | 솔이 엄마                                     | 김규완 | 강일수 | 송채환 김보미 김동완 남윤정 김애란 김의성 장수혜 황석규 고지영 조하나 원준 장수혜 유현지 김동근 박소현 홍석진 백은령 |              |                          |
| 627화 | 7월 28일  | 고백이 상큼한 세가지 이유                     | 구선경 | 김명욱 | 최재원 공정인 박현숙 김정균 김나운 문창길 진운성 김태연 차기환 양재원 이준우 한범희 봉혜선 남윤정 김지남 이재연 강경헌 김경응 권범준 서학 이상민 윤관용 문수진 장인환 고지영 유원일 김형일 이용태 최창화 김태우 최윤정 윤보람 |              |                          |
| 627화 | 7월 28일  | 고백이 상큼한 세가지 이유                     | 양경아 | 김명욱 | 최재원 공정인 박현숙 김정균 김나운 문창길 진운성 김태연 차기환 양재원 이준우 한범희 봉혜선 남윤정 김지남 이재연 강경헌 김경응 권범준 서학 이상민 윤관용 문수진 장인환 고지영 유원일 김형일 이용태 최창화 김태우 최윤정 윤보람 |              |                          |
| 628화 | 8월 4일   | 천상의 사랑                                   | 백영숙 | 정성효 | 이일화 양재성 이우석 이준우 신귀식 박춘규 이선호 신혜란 박현정 김창봉 한영숙 이상숙 최정훈 박진성 박현정 이용태 김선기 |              |                          |
| 629화 | 8월 11일  | 예기치 못한 일                                | 이홍구 | 최길규 | 송재호 고지영 유지연 오미연 안병경 남일우 김태연 박남현 박민아 장순국 남영진 이원희 장기용 김애란 김병세 김한수 김태우 |              |                          |
| 630화 | 8월 18일  | 환생                                          | 양경아 | 임기준 | 유지연 유원일 김소이 양택조 김성환 이준우 김동완 배미자 하다솜 신종섭 조성규 김경응 권오균 이원직 홍여진 배영철 이용태 |              |                          |
| 631화 | 8월 25일  | 죽음보다 강한 것                              | 박경   | 신현수 | 김규철 권기선 장항선 전미선 고희준 이재식 이제신 조정국 오영순 윤정빈 이경복 장순국 최지영 이영훈 |              |                          |
| 632화 | 9월 1일   | 우체국에 가면 잃어버린 사랑을 찾을 수 있을까? | 김혜정 | 김종창 | 김규철 전도연 김호진 김동주 권병길 | 미공개       |                          |
| 633화 | 9월 8일   | 우연한 여행                                   | 이철웅 | 강일수 | 김용건 이승신 이필수 이한위 고희준 원준 이지형 장항선 남상우 김태우 정세혁 이윤형 김경재 조신영 김성훈 이원희 이지현 |              |                          |
| 634화 | 9월 15일  | 내 남자친구의 여인                            | 이재효 | 김명욱 | 신혜수 차광수 한범희 김진오 차기환 이용진 권병준 윤정빈 정미숙 박현숙 김태연 윤지숙 이원준 임아영 |              |                          |
| 635화 | 9월 22일  | 내 마음의 감옥                                | 주은희 | 정성효 | 장서희 천호진 김예령 원은별 정재순 권소정 강경현 최성준 권익규 |              |                          |
| 특집  | 9월 29일  | 옛날에 이 길은                                | 윤혁민 | 이정훈 | 정애란 임동진 김윤경 안대용 조양자 남윤정 민욱 선동혁 권기선 이지형 송석호 이재식 홍성숙 조준형 이영재 송희남 김주호 권익규 조경환                                                                                            | · (1부)      | 추석 특집 2부 연속 방송  |
| 특집  | 9월 29일  | 옛날에 이 길은                                | 윤혁민 | 이정훈 | 정애란 임동진 김윤경 안대용 조양자 남윤정 민욱 선동혁 권기선 이지형 송석호 이재식 홍성숙 조준형 이영재 송희남 김주호 권익규 조경환                                                                                            | · (2부)      | 추석 특집 2부 연속 방송  |
| 636화 | 10월 6일  | 평생같은 3일                                  | 신수인 | 임기준 | 박은수 김태형 허길자 김태우 한범희 김대환 서갑숙 윤덕용 김경하 조재훈 이재연 최용욱 장인환 박유승 윤덕용 류재필 김태연 김경재 최유림 조아라                                                                                   |              |                          |
| 637화 | 10월 13일 | 옥계 여관의 솔로몬                            | 김미경 | 신현수 | 양택조 이인철 김보미 이경아 한유정 이청 장항선 김성찬 손현주 박경순 이한위 황범식 안병경 박칠용 봉혜선 유재필 |              |                          |
| 638화 | 10월 20일 | 소년기                                        | 진수완 | 김종창 | 서재경 최호중 신귀식 서권순 최주봉 김규철 강미 한근욱 허명자 강신조 박현숙 주세환 정범 김진태 최원식 홍선용 구경민 황영호 문성복 황희준                                                                                       |              |                          |
| 639화 | 10월 27일 | 거울이 있는 방                                | 박언희 | 강일수 | 정영숙 박현숙 김지영 차광수 임종순 정한헌 김원배 남현주 백경미 김태연 유현 |              |                          |
| 640화 | 11월 3일  | 깊은 바다                                     | 문영남 | 표민수 | 강부자 정성모 최수종 한진희 홍영자 이지은 이낙훈 이주경 윤지숙 박순천 |              |                          |
| 641화 | 11월 10일 | 폴리스 대디                                   | 유갑열 | 최지영 | 김병세 이정윤 김형자 양미경 김태연 양재성 신귀식 한범희 윤다훈 이주경 최문선 윤지숙 김종구 은영선 이정후 강영하 심현민 박현 손현주 김소영                                                                                     |              |                          |
| 642화 | 11월 17일 | 옐로카드를 받은 남자                          | 박종길 | 정영철 | 서인석 임병기 박칠용 오현철 이상숙 이미나 남현주 강영하 이원희 배영옥 김정민 박유정 송정란 김경재 이필용 |              |                          |
| 643화 | 11월 24일 | 여자가 무서워질 때                            | 최은숙 | 임기준 | 김혜정 김성수 김보미 김을동 신소미 강미 정승곤 이상민 김명희 차주옥 김지만 김푸름 |              |                          |
| 644화 | 12월 1일  | 아주 특별한 선물                              | 한정화 | 문보현 | 윤다훈 강남길 최석호 이영범 김덕현 손종범 김나운 이두일 이한위 정종준 김효원 이준우 최은숙 박선영 이상인 김은정 이용태 박인규                                                                                                 |              |                          |
| 645화 | 12월 8일  | 겨울날의 동화                                 | 이흥주 | 강일수 | 김영옥 강신조 장미자 선우재덕 양혜진 최준용 남주희 조재훈 고지영 이두일 |              |                          |
| 646화 | 12월 15일 | 구청 공무원이 장가가는 법                     | 김경미 | 표민수 | 손현주 윤유선 유지연 양택조 이한위 심현민 박규채 권기환 이경실 서승현 |              |                          |
| 647화 | 12월 22일 | 이토록 아름다운 그대와 나를                   | 유갑열 | 최지영 | 이주경 김현균 김나운 맹상훈 정욱 김여랑 김지남 윤지숙 이준우 |              |                          |
| 특집  | 12월 29일 | 겨울의 향기                                   | 김경형 | 홍종현 | 김영옥 최종원 이춘식 박민아 김지영 | 미공개       | 송년 특집 2부 연속 방송  |

#### 1997년
| 회차  | 방송일   | 제목                | 극본          | 연출   | 출연자                                                                            | 영상(풀버전) | 비고 |
| ----- | -------- | ------------------- | ------------- | ------ | --------------------------------------------------------------------------------- | ------------ | ---- |
| 648화 | 1월 5일  | 장가네 만두집       | 허현미        | 이상우 | 나문희 유세인 정의갑 김태연 함석훈 남윤정 남영진 최우혁 홍성민 김미라 박현 정명환 |              |      |
| 649화 | 1월 12일 | 소리, 소리, 소리    | 서희정        | 임기준 | 곽정욱 이청 이동신 김수양 권오균 장영주 조성규 이한위 김경하 조재훈 이상숙        |              |      |
| 650화 | 1월 19일 | 신 술 권하는 사회   | 윤영수        | 문보현 |                                                                                   |              |      |
| 651화 | 1월 26일 | 겨울아이와 포장마차 | 박언희        | 정영철 |                                                                                   |              |      |
| 652화 | 2월 2일  | 젊은 그들           | 진수완        | 강일수 |                                                                                   |              |      |
| 653화 | 2월 16일 | 뺑덕어미와 홍길동   | 고해정 박찬성 | 오동석 |                                                                                   |              |      |
| 654화 | 2월 23일 | 달콤한 아빠         | 유갑열        | 최지영 |                                                                                   |              |      |
| 655화 | 3월 2일  | 엑스트라            | 황순영        | 신현수 |                                                                                   |              |      |

## 같이 보기
| - KBS 문예극장 - KBS TV 문학관 - KBS 드라마 초대석 - KBS 논픽션 드라마 - KBS TV 문예극장 - KBS 신 TV 문학관 - KBS HDTV 문학관 - KBS 드라마게임 - KBS 드라마 스페셜 (구) - KBS 테마 드라마 - KBS 금요극장 - KBS 일요베스트 - KBS 드라마시티 - KBS 드라마 스페셜 (신) - KBS 드라마 스페셜 연작 시리즈 - KBS 웹드라마 스페셜 - KBS 청소년문학관 - KBS 가요드라마 | - MBC 베스트셀러극장 - MBC 금요극장 - MBC TV 피처 - MBC 베스트극장 - MBC 일요 드라마 극장 - MBC 드라마 페스티벌 - SBS 여성극장 - SBS 70분드라마 - SBS 오픈드라마 남과여 - JTBC 드라마페스타 - tvN 드라마 스테이지 - tvN 드라마 O'PENing |